# TER Normandie
Le TER Normandie, ou Nomad Train depuis 2020, est le réseau de transport ferroviaire de voyageurs de la région Normandie, exploité par la SNCF en tant que Transport express régional. Il résulte de la fusion des anciens réseaux TER Basse-Normandie et TER Haute-Normandie, propres aux anciennes régions. Celui-ci intègre également les cinq anciennes lignes Intercités, qui relevaient jusqu'ici de la responsabilité de l’État et dont le transfert à la région Normandie a été effectué au 1er janvier 2020. Auparavant, le réseau comprenait également des autocars, qui appartiennent depuis lors à Nomad Cars.

## Histoire

Logo utilisé de 2016 à 2019, avant la création de la marque Nomad Train.

Le réseau TER Normandie est apparu après la fusion des deux régions administratives de Basse-Normandie et de Haute-Normandie, entre 2016 et 2017. Une convention d'exploitation a donc été signée le 11 décembre 2017, entre SNCF Mobilités (SNCF Voyageurs depuis 2020) et la nouvelle région Normandie, pour une durée de deux ans à compter du 1er janvier 2018. Cette convention de courte durée devait constituer le prélude à la reprise, par la région, de la gouvernance et du financement des lignes Intercités normandes. Une nouvelle convention a donc été conclue pour la période 2020-2029. Celle-ci prévoit une offre totalement refondue avec quatre gammes de services, davantage de circulations (+ 20 % de trafic à l'horizon 2025), des dessertes mixtes train/car accrues, une nouvelle gamme tarifaire, ainsi qu'un système de bonus-malus et de pénalités renforcé,.
En outre, depuis le 1er janvier 2020, le réseau TER Normandie fait partie de la nouvelle offre régionale de mobilité dénommée « Nomad ». Cette nouvelle identité regroupe à la fois les transports régionaux non urbains et scolaires (trains, cars, transports à la demande et covoiturage). À terme, et dans un contexte d'ouverture à la concurrence, l'appellation « Nomad Train » a vocation à se substituer à la marque TER, propriété de SNCF Voyageurs.
En 2024, deux liaisons ferroviaires sont retirées du réseau. Au mois de juillet, la ligne Gisors – Serqueux voit ses TER supprimés en raison d'une fréquentation insuffisante, les autocars Nomad prenant le relais ; cependant, le trafic de fret en transit se poursuit. Puis, en septembre, la ligne Le Havre – Montivilliers – Rolleville (« Lézard'express régionale ») est à son tour supprimée, prélude à son remplacement jusqu'à Montivilliers par la ligne C du tramway du Havre (dont la mise en service est prévue en 2027 ; des autobus assurent la desserte jusqu'à cette échéance).

## Lignes

Carte des infrastructures ferroviaires en Normandie (en 2020), dont une partie est utilisée par les liaisons commerciales TER.

Le réseau Nomad Train regroupe les liaisons ferroviaires en quatre gammes de services, :
- « Krono+ » (K+) : liaisons directes (donc avec peu d'arrêts) entre les grandes agglomérations normandes et vers Paris ; les trains concernés sont équipés du Wi-Fi et de distributeurs de boissons chaudes. Il s'agit là des deux radiales au départ de Paris-Saint-Lazare, sur lesquelles circulent les rames Omneo Premium ;
- « Krono » (K) : liaisons également directes, effectuées uniquement entre les grandes villes régionales (toutefois, cela inclut aussi les relations Paris-Montparnasse – Granville et Paris-Saint-Lazare – Dieppe) ;
- « Citi » (C) : liaisons à caractère essentiellement périurbain (présentes notamment dans les aires d'attraction de grandes villes, y compris celle de Paris) ;
- « Proxi » (P) : liaisons desservant plus finement le territoire régional (notamment les zones rurales) ;
- à cela s'ajoutent des lignes saisonnières (S).

### Lignes «Krono+»
| Ligne | Caractéristiques | Caractéristiques                                  | Caractéristiques                                  | Caractéristiques                                  | Caractéristiques                                  | Caractéristiques                                  | Caractéristiques                                  | Caractéristiques                                  | Caractéristiques                                  |
| K+    | Paris-Saint-Lazare ⥋ Rouen-Rive-Droite ⥋ Le Havre | Paris-Saint-Lazare ⥋ Rouen-Rive-Droite ⥋ Le Havre | Paris-Saint-Lazare ⥋ Rouen-Rive-Droite ⥋ Le Havre | Paris-Saint-Lazare ⥋ Rouen-Rive-Droite ⥋ Le Havre | Paris-Saint-Lazare ⥋ Rouen-Rive-Droite ⥋ Le Havre | Paris-Saint-Lazare ⥋ Rouen-Rive-Droite ⥋ Le Havre | Paris-Saint-Lazare ⥋ Rouen-Rive-Droite ⥋ Le Havre | Paris-Saint-Lazare ⥋ Rouen-Rive-Droite ⥋ Le Havre | Paris-Saint-Lazare ⥋ Rouen-Rive-Droite ⥋ Le Havre |
| ----- | --- | ------------------------------------------------- | ------------------------------------------------- | ------------------------------------------------- | ------------------------------------------------- | ------------------------------------------------- | ------------------------------------------------- | ------------------------------------------------- | ------------------------------------------------- |
| K+    | Ouverture / Fermeture — / — | Longueur 228 km                                   | Durée 132 min                                     | Nb. d’arrêts —                                    | Matériel Z 56600 (Omneo Premium)                  | Jours de fonctionnement Tous les jours            | Jour / Soir / Nuit / Fêtes O / O / N / O          | Voy. / an —                                       | Dépôt —                                           |
| K+    | Desserte : Paris-Saint-Lazare, Rouen-Rive-Droite, Yvetot, Bréauté - Beuzeville, Le Havre.                                                                                        |                                                   |                                                   |                                                   |                                                   |                                                   |                                                   |                                                   |                                                   |
| K+    | Autre : Certains trains sont directs entre Rouen et Le Havre. |                                                   |                                                   |                                                   |                                                   |                                                   |                                                   |                                                   |                                                   |
| K+    | Dernière actualisation : — |                                                   |                                                   |                                                   |                                                   |                                                   |                                                   |                                                   |                                                   |
| K+    | Paris-Saint-Lazare ⥋ Caen ⥋ Cherbourg | Paris-Saint-Lazare ⥋ Caen ⥋ Cherbourg             | Paris-Saint-Lazare ⥋ Caen ⥋ Cherbourg             | Paris-Saint-Lazare ⥋ Caen ⥋ Cherbourg             | Paris-Saint-Lazare ⥋ Caen ⥋ Cherbourg             | Paris-Saint-Lazare ⥋ Caen ⥋ Cherbourg             | Paris-Saint-Lazare ⥋ Caen ⥋ Cherbourg             | Paris-Saint-Lazare ⥋ Caen ⥋ Cherbourg             | Paris-Saint-Lazare ⥋ Caen ⥋ Cherbourg             |
| K+    | Ouverture / Fermeture — / — | Longueur 370 km                                   | Durée 188 min                                     | Nb. d’arrêts —                                    | Matériel Z 56600 (Omneo Premium)                  | Jours de fonctionnement Tous les jours            | Jour / Soir / Nuit / Fêtes — / — / — / —          | Voy. / an —                                       | Dépôt —                                           |
| K+    | Desserte : Paris-Saint-Lazare, (Mantes-la-Jolie), Évreux-Normandie, Bernay, Lisieux, Caen, Bayeux, Lison, Carentan, Valognes, Cherbourg.                                         |                                                   |                                                   |                                                   |                                                   |                                                   |                                                   |                                                   |                                                   |
| K+    | Autre : Les trains sont généralement directs entre Paris et Caen. La desserte de Mantes-la-Jolie par certains trains permet une correspondance avec le TGV Le Havre – Marseille. |                                                   |                                                   |                                                   |                                                   |                                                   |                                                   |                                                   |                                                   |
| K+    | Dernière actualisation : — |                                                   |                                                   |                                                   |                                                   |                                                   |                                                   |                                                   |                                                   |
| K+    | Paris-Saint-Lazare ⥋ Caen | Paris-Saint-Lazare ⥋ Caen                         | Paris-Saint-Lazare ⥋ Caen                         | Paris-Saint-Lazare ⥋ Caen                         | Paris-Saint-Lazare ⥋ Caen                         | Paris-Saint-Lazare ⥋ Caen                         | Paris-Saint-Lazare ⥋ Caen                         | Paris-Saint-Lazare ⥋ Caen                         | Paris-Saint-Lazare ⥋ Caen                         |
| K+    | Ouverture / Fermeture — / — | Longueur 256 km                                   | Durée 117 min                                     | Nb. d’arrêts —                                    | Matériel Z 56600 (Omneo Premium)                  | Jours de fonctionnement Tous les jours            | Jour / Soir / Nuit / Fêtes — / — / — / —          | Voy. / an —                                       | Dépôt —                                           |
| K+    | Desserte : Paris-Saint-Lazare, (Mantes-la-Jolie), Évreux-Normandie, Bernay, Lisieux, Caen.                                                                                       |                                                   |                                                   |                                                   |                                                   |                                                   |                                                   |                                                   |                                                   |
| K+    | Autre : Certains trains sont directs entre Paris et Caen. La desserte de Mantes-la-Jolie par d'autres trains permet une correspondance avec le TGV Le Havre – Marseille.         |                                                   |                                                   |                                                   |                                                   |                                                   |                                                   |                                                   |                                                   |
| K+    | Dernière actualisation : — |                                                   |                                                   |                                                   |                                                   |                                                   |                                                   |                                                   |                                                   |
| K+    | Paris-Saint-Lazare ⥋ Trouville - Deauville | Paris-Saint-Lazare ⥋ Trouville - Deauville        | Paris-Saint-Lazare ⥋ Trouville - Deauville        | Paris-Saint-Lazare ⥋ Trouville - Deauville        | Paris-Saint-Lazare ⥋ Trouville - Deauville        | Paris-Saint-Lazare ⥋ Trouville - Deauville        | Paris-Saint-Lazare ⥋ Trouville - Deauville        | Paris-Saint-Lazare ⥋ Trouville - Deauville        | Paris-Saint-Lazare ⥋ Trouville - Deauville        |
| K+    | Ouverture / Fermeture — / — | Longueur 219 km                                   | Durée 128 min                                     | Nb. d’arrêts —                                    | Matériel Z 56600 (Omneo Premium)                  | Jours de fonctionnement Tous les jours            | Jour / Soir / Nuit / Fêtes — / — / — / —          | Voy. / an —                                       | Dépôt —                                           |
| K+    | Desserte : Paris-Saint-Lazare, Évreux-Normandie, Bernay, Lisieux, Pont-l'Évêque, Trouville - Deauville.                                                                          |                                                   |                                                   |                                                   |                                                   |                                                   |                                                   |                                                   |                                                   |
| K+    | Autre : |                                                   |                                                   |                                                   |                                                   |                                                   |                                                   |                                                   |                                                   |
| K+    | Dernière actualisation : — |                                                   |                                                   |                                                   |                                                   |                                                   |                                                   |                                                   |                                                   |

### Lignes «Krono»
| Ligne | Caractéristiques | Caractéristiques                                               | Caractéristiques                                               | Caractéristiques                                               | Caractéristiques                                               | Caractéristiques                                               | Caractéristiques                                               | Caractéristiques                                               | Caractéristiques                                               |
| K     | Paris-Montparnasse / Vaugirard ⥋ Argentan ⥋ Granville | Paris-Montparnasse / Vaugirard ⥋ Argentan ⥋ Granville          | Paris-Montparnasse / Vaugirard ⥋ Argentan ⥋ Granville          | Paris-Montparnasse / Vaugirard ⥋ Argentan ⥋ Granville          | Paris-Montparnasse / Vaugirard ⥋ Argentan ⥋ Granville          | Paris-Montparnasse / Vaugirard ⥋ Argentan ⥋ Granville          | Paris-Montparnasse / Vaugirard ⥋ Argentan ⥋ Granville          | Paris-Montparnasse / Vaugirard ⥋ Argentan ⥋ Granville          | Paris-Montparnasse / Vaugirard ⥋ Argentan ⥋ Granville          |
| ----- | --- | -------------------------------------------------------------- | -------------------------------------------------------------- | -------------------------------------------------------------- | -------------------------------------------------------------- | -------------------------------------------------------------- | -------------------------------------------------------------- | -------------------------------------------------------------- | -------------------------------------------------------------- |
| K     | Ouverture / Fermeture — / — | Longueur 328 km                                                | Durée 205 min                                                  | Nb. d’arrêts —                                                 | Matériel B 84500 BN (Régiolis)                                 | Jours de fonctionnement Tous les jours                         | Jour / Soir / Nuit / Fêtes — / — / — / —                       | Voy. / an —                                                    | Dépôt —                                                        |
| K     | Desserte : Paris-Montparnasse / Vaugirard, Versailles-Chantiers, Dreux, Nonancourt, Verneuil-sur-Avre, L'Aigle, Sainte-Gauburge, Surdon, Argentan, Briouze, Flers, Vire, Villedieu-les-Poêles, Folligny, Granville.                                                                    |                                                                |                                                                |                                                                |                                                                |                                                                |                                                                |                                                                |                                                                |
| K     | Autre : Quatre types de dessertes coexistent : Paris – Argentan – Granville, Paris – Argentan, Dreux – Argentan – Granville et Granville – Argentan. |                                                                |                                                                |                                                                |                                                                |                                                                |                                                                |                                                                |                                                                |
| K     | Dernière actualisation : — |                                                                |                                                                |                                                                |                                                                |                                                                |                                                                |                                                                |                                                                |
| K     | Rouen-Rive-Droite ⥋ Dieppe (express) | Rouen-Rive-Droite ⥋ Dieppe (express)                           | Rouen-Rive-Droite ⥋ Dieppe (express)                           | Rouen-Rive-Droite ⥋ Dieppe (express)                           | Rouen-Rive-Droite ⥋ Dieppe (express)                           | Rouen-Rive-Droite ⥋ Dieppe (express)                           | Rouen-Rive-Droite ⥋ Dieppe (express)                           | Rouen-Rive-Droite ⥋ Dieppe (express)                           | Rouen-Rive-Droite ⥋ Dieppe (express)                           |
| K     | Ouverture / Fermeture — / — | Longueur —                                                     | Durée —                                                        | Nb. d’arrêts —                                                 | Matériel B 82500 HN (BGC), B 85900 HN (Régiolis)               | Jours de fonctionnement Tous les jours                         | Jour / Soir / Nuit / Fêtes — / — / — / —                       | Voy. / an —                                                    | Dépôt —                                                        |
| K     | Desserte : Rouen-Rive-Droite, Montville, Clères, Auffay, Dieppe. |                                                                |                                                                |                                                                |                                                                |                                                                |                                                                |                                                                |                                                                |
| K     | Autre : |                                                                |                                                                |                                                                |                                                                |                                                                |                                                                |                                                                |                                                                |
| K     | Dernière actualisation : — |                                                                |                                                                |                                                                |                                                                |                                                                |                                                                |                                                                |                                                                |
| K     | Rouen-Rive-Droite ⥋ Amiens ⥋ Lille-Flandres | Rouen-Rive-Droite ⥋ Amiens ⥋ Lille-Flandres                    | Rouen-Rive-Droite ⥋ Amiens ⥋ Lille-Flandres                    | Rouen-Rive-Droite ⥋ Amiens ⥋ Lille-Flandres                    | Rouen-Rive-Droite ⥋ Amiens ⥋ Lille-Flandres                    | Rouen-Rive-Droite ⥋ Amiens ⥋ Lille-Flandres                    | Rouen-Rive-Droite ⥋ Amiens ⥋ Lille-Flandres                    | Rouen-Rive-Droite ⥋ Amiens ⥋ Lille-Flandres                    | Rouen-Rive-Droite ⥋ Amiens ⥋ Lille-Flandres                    |
| K     | Ouverture / Fermeture — / — | Longueur —                                                     | Durée —                                                        | Nb. d’arrêts —                                                 | Matériel Z 24500 HDF (TER 2N NG)                               | Jours de fonctionnement Tous les jours                         | Jour / Soir / Nuit / Fêtes — / — / — / —                       | Voy. / an —                                                    | Dépôt —                                                        |
| K     | Desserte : Rouen-Rive-Droite, Morgny, Longuerue - Vieux-Manoir, Montérolier - Buchy, Serqueux, Abancourt, Poix-de-Picardie, Saint-Roch, Amiens, Corbie, Albert, (Achiet), Arras, Douai, Lille-Flandres.                                                                                |                                                                |                                                                |                                                                |                                                                |                                                                |                                                                |                                                                |                                                                |
| K     | Autre : |                                                                |                                                                |                                                                |                                                                |                                                                |                                                                |                                                                |                                                                |
| K     | Dernière actualisation : — |                                                                |                                                                |                                                                |                                                                |                                                                |                                                                |                                                                |                                                                |
| K     | Caen ⥋ Le Mans ⥋ Tours | Caen ⥋ Le Mans ⥋ Tours                                         | Caen ⥋ Le Mans ⥋ Tours                                         | Caen ⥋ Le Mans ⥋ Tours                                         | Caen ⥋ Le Mans ⥋ Tours                                         | Caen ⥋ Le Mans ⥋ Tours                                         | Caen ⥋ Le Mans ⥋ Tours                                         | Caen ⥋ Le Mans ⥋ Tours                                         | Caen ⥋ Le Mans ⥋ Tours                                         |
| K     | Ouverture / Fermeture — / — | Longueur —                                                     | Durée —                                                        | Nb. d’arrêts —                                                 | Matériel B 82500 HN (BGC), X 76500 BN (XGC)                    | Jours de fonctionnement Tous les jours                         | Jour / Soir / Nuit / Fêtes — / — / — / —                       | Voy. / an —                                                    | Dépôt —                                                        |
| K     | Desserte : Caen, Mézidon-Canon, Saint-Pierre-sur-Dives, Argentan, Surdon, Sées, Alençon, La Hutte - Coulombiers, Vivoin - Beaumont, Teillé, Montbizot, La Guierche, Neuville-sur-Sarthe, Le Mans-Hôpital-Université, Le Mans, Écommoy, Château-du-Loir, Saint-Pierre-des-Corps, Tours. |                                                                |                                                                |                                                                |                                                                |                                                                |                                                                |                                                                |                                                                |
| K     | Autre : Quatre types de dessertes coexistent : Caen – Alençon, Caen – Le Mans, Caen – Château-du-Loir et Caen – Tours. Une liaison par autocar existe également entre Caen et Le Mans.                                                                                                 |                                                                |                                                                |                                                                |                                                                |                                                                |                                                                |                                                                |                                                                |
| K     | Dernière actualisation : — |                                                                |                                                                |                                                                |                                                                |                                                                |                                                                |                                                                |                                                                |
| K     | Caen ⥋ Cherbourg | Caen ⥋ Cherbourg                                               | Caen ⥋ Cherbourg                                               | Caen ⥋ Cherbourg                                               | Caen ⥋ Cherbourg                                               | Caen ⥋ Cherbourg                                               | Caen ⥋ Cherbourg                                               | Caen ⥋ Cherbourg                                               | Caen ⥋ Cherbourg                                               |
| K     | Ouverture / Fermeture — / — | Longueur —                                                     | Durée —                                                        | Nb. d’arrêts —                                                 | Matériel Z 27500 BN (ZGC)                                      | Jours de fonctionnement Tous les jours                         | Jour / Soir / Nuit / Fêtes — / — / — / —                       | Voy. / an —                                                    | Dépôt —                                                        |
| K     | Desserte : Caen, Bayeux, Lison, Carentan, Valognes, Cherbourg. |                                                                |                                                                |                                                                |                                                                |                                                                |                                                                |                                                                |                                                                |
| K     | Autre : |                                                                |                                                                |                                                                |                                                                |                                                                |                                                                |                                                                |                                                                |
| K     | Dernière actualisation : — |                                                                |                                                                |                                                                |                                                                |                                                                |                                                                |                                                                |                                                                |
| K     | Paris-Saint-Lazare ⥋ Rouen-Rive-Droite ⥋ Dieppe (« La Marée ») | Paris-Saint-Lazare ⥋ Rouen-Rive-Droite ⥋ Dieppe (« La Marée ») | Paris-Saint-Lazare ⥋ Rouen-Rive-Droite ⥋ Dieppe (« La Marée ») | Paris-Saint-Lazare ⥋ Rouen-Rive-Droite ⥋ Dieppe (« La Marée ») | Paris-Saint-Lazare ⥋ Rouen-Rive-Droite ⥋ Dieppe (« La Marée ») | Paris-Saint-Lazare ⥋ Rouen-Rive-Droite ⥋ Dieppe (« La Marée ») | Paris-Saint-Lazare ⥋ Rouen-Rive-Droite ⥋ Dieppe (« La Marée ») | Paris-Saint-Lazare ⥋ Rouen-Rive-Droite ⥋ Dieppe (« La Marée ») | Paris-Saint-Lazare ⥋ Rouen-Rive-Droite ⥋ Dieppe (« La Marée ») |
| K     | Ouverture / Fermeture — / — | Longueur —                                                     | Durée —                                                        | Nb. d’arrêts —                                                 | Matériel B 85900 HN (Régiolis)                                 | Jours de fonctionnement Uniquement le week-end                 | Jour / Soir / Nuit / Fêtes — / — / — / —                       | Voy. / an —                                                    | Dépôt —                                                        |
| K     | Desserte : Paris-Saint-Lazare, Rouen-Rive-Droite, Montville, Clères, Auffay, Dieppe. |                                                                |                                                                |                                                                |                                                                |                                                                |                                                                |                                                                |                                                                |
| K     | Autre : Desserte directe hebdomadaire qui avait été suspendue en 2013. |                                                                |                                                                |                                                                |                                                                |                                                                |                                                                |                                                                |                                                                |
| K     | Dernière actualisation : — |                                                                |                                                                |                                                                |                                                                |                                                                |                                                                |                                                                |                                                                |

### Lignes «Citi»
| Ligne | Caractéristiques | Caractéristiques                                          | Caractéristiques                                          | Caractéristiques                                          | Caractéristiques                                               | Caractéristiques                                          | Caractéristiques                                          | Caractéristiques                                          | Caractéristiques                                          |
| C     | Paris-Saint-Lazare ⥋ Vernon - Giverny ⥋ Rouen-Rive-Droite | Paris-Saint-Lazare ⥋ Vernon - Giverny ⥋ Rouen-Rive-Droite | Paris-Saint-Lazare ⥋ Vernon - Giverny ⥋ Rouen-Rive-Droite | Paris-Saint-Lazare ⥋ Vernon - Giverny ⥋ Rouen-Rive-Droite | Paris-Saint-Lazare ⥋ Vernon - Giverny ⥋ Rouen-Rive-Droite      | Paris-Saint-Lazare ⥋ Vernon - Giverny ⥋ Rouen-Rive-Droite | Paris-Saint-Lazare ⥋ Vernon - Giverny ⥋ Rouen-Rive-Droite | Paris-Saint-Lazare ⥋ Vernon - Giverny ⥋ Rouen-Rive-Droite | Paris-Saint-Lazare ⥋ Vernon - Giverny ⥋ Rouen-Rive-Droite |
| ----- | --- | --------------------------------------------------------- | --------------------------------------------------------- | --------------------------------------------------------- | -------------------------------------------------------------- | --------------------------------------------------------- | --------------------------------------------------------- | --------------------------------------------------------- | --------------------------------------------------------- |
| C     | Ouverture / Fermeture — / — | Longueur 139 km                                           | Durée 100 min                                             | Nb. d’arrêts —                                            | Matériel Z 56800 (Omneo 2)                                     | Jours de fonctionnement Tous les jours                    | Jour / Soir / Nuit / Fêtes — / — / — / —                  | Voy. / an —                                               | Dépôt —                                                   |
| C     | Desserte : Paris-Saint-Lazare, Mantes-la-Jolie, Rosny-sur-Seine, Bonnières, Vernon - Giverny, Gaillon - Aubevoye, Val-de-Reuil, Pont-de-l'Arche, Oissel, Rouen-Rive-Droite. |                                                           |                                                           |                                                           |                                                                |                                                           |                                                           |                                                           |                                                           |
| C     | Autre : Deux types de dessertes coexistent : Paris – Vernon et Paris – Vernon – Rouen. |                                                           |                                                           |                                                           |                                                                |                                                           |                                                           |                                                           |                                                           |
| C     | Dernière actualisation : — |                                                           |                                                           |                                                           |                                                                |                                                           |                                                           |                                                           |                                                           |
| C     | Paris-Saint-Lazare ⥋ Évreux-Normandie ⥋ Serquigny | Paris-Saint-Lazare ⥋ Évreux-Normandie ⥋ Serquigny         | Paris-Saint-Lazare ⥋ Évreux-Normandie ⥋ Serquigny         | Paris-Saint-Lazare ⥋ Évreux-Normandie ⥋ Serquigny         | Paris-Saint-Lazare ⥋ Évreux-Normandie ⥋ Serquigny              | Paris-Saint-Lazare ⥋ Évreux-Normandie ⥋ Serquigny         | Paris-Saint-Lazare ⥋ Évreux-Normandie ⥋ Serquigny         | Paris-Saint-Lazare ⥋ Évreux-Normandie ⥋ Serquigny         | Paris-Saint-Lazare ⥋ Évreux-Normandie ⥋ Serquigny         |
| C     | Ouverture / Fermeture — / — | Longueur 149 km                                           | Durée 110 min                                             | Nb. d’arrêts —                                            | Matériel Z 27500 HN (ZGC), Z 56800 (Omneo 2)                   | Jours de fonctionnement Tous les jours                    | Jour / Soir / Nuit / Fêtes — / — / — / —                  | Voy. / an —                                               | Dépôt —                                                   |
| C     | Desserte : Paris-Saint-Lazare, Mantes-la-Jolie, Bréval, Bueil, Évreux-Normandie, La Bonneville-sur-Iton, Conches, Romilly-la-Puthenaye, Beaumont-le-Roger, Serquigny. |                                                           |                                                           |                                                           |                                                                |                                                           |                                                           |                                                           |                                                           |
| C     | Autre : Quatre types de dessertes coexistent : Paris – Évreux, Paris – Évreux – Serquigny, Mantes-la-Jolie – Évreux et Évreux – Serquigny. |                                                           |                                                           |                                                           |                                                                |                                                           |                                                           |                                                           |                                                           |
| C     | Dernière actualisation : — |                                                           |                                                           |                                                           |                                                                |                                                           |                                                           |                                                           |                                                           |
| C     | Elbeuf - Saint-Aubin ⥋ Rouen-Rive-Droite ⥋ Yvetot | Elbeuf - Saint-Aubin ⥋ Rouen-Rive-Droite ⥋ Yvetot         | Elbeuf - Saint-Aubin ⥋ Rouen-Rive-Droite ⥋ Yvetot         | Elbeuf - Saint-Aubin ⥋ Rouen-Rive-Droite ⥋ Yvetot         | Elbeuf - Saint-Aubin ⥋ Rouen-Rive-Droite ⥋ Yvetot              | Elbeuf - Saint-Aubin ⥋ Rouen-Rive-Droite ⥋ Yvetot         | Elbeuf - Saint-Aubin ⥋ Rouen-Rive-Droite ⥋ Yvetot         | Elbeuf - Saint-Aubin ⥋ Rouen-Rive-Droite ⥋ Yvetot         | Elbeuf - Saint-Aubin ⥋ Rouen-Rive-Droite ⥋ Yvetot         |
| C     | Ouverture / Fermeture — / — | Longueur —                                                | Durée —                                                   | Nb. d’arrêts —                                            | Matériel Z 27500 HN (ZGC)                                      | Jours de fonctionnement Lundi au samedi                   | Jour / Soir / Nuit / Fêtes — / — / — / —                  | Voy. / an —                                               | Dépôt —                                                   |
| C     | Desserte : Elbeuf - Saint-Aubin, Tourville, Oissel, Saint-Étienne-du-Rouvray, Sotteville, Rouen-Rive-Droite, Maromme, Malaunay - Le Houlme, Barentin, Pavilly, Motteville, Yvetot. |                                                           |                                                           |                                                           |                                                                |                                                           |                                                           |                                                           |                                                           |
| C     | Autre : |                                                           |                                                           |                                                           |                                                                |                                                           |                                                           |                                                           |                                                           |
| C     | Dernière actualisation : — |                                                           |                                                           |                                                           |                                                                |                                                           |                                                           |                                                           |                                                           |
| C     | Caen ⥋ Coutances ⥋ Granville ⥋ Rennes | Caen ⥋ Coutances ⥋ Granville ⥋ Rennes                     | Caen ⥋ Coutances ⥋ Granville ⥋ Rennes                     | Caen ⥋ Coutances ⥋ Granville ⥋ Rennes                     | Caen ⥋ Coutances ⥋ Granville ⥋ Rennes                          | Caen ⥋ Coutances ⥋ Granville ⥋ Rennes                     | Caen ⥋ Coutances ⥋ Granville ⥋ Rennes                     | Caen ⥋ Coutances ⥋ Granville ⥋ Rennes                     | Caen ⥋ Coutances ⥋ Granville ⥋ Rennes                     |
| C     | Ouverture / Fermeture — / — | Longueur —                                                | Durée —                                                   | Nb. d’arrêts —                                            | Matériel B 82500 HN (BGC), X 76500 BN (XGC), X 73500 BN (ATER) | Jours de fonctionnement Tous les jours                    | Jour / Soir / Nuit / Fêtes — / — / — / —                  | Voy. / an —                                               | Dépôt —                                                   |
| C     | Desserte : Caen, Bretteville - Norrey, Audrieu, Bayeux, Le Molay-Littry, Lison, Saint-Lô, Coutances, Granville, Folligny, Avranches, Pontorson - Mont-Saint-Michel, Dol-de-Bretagne, Pontchaillou, Rennes. |                                                           |                                                           |                                                           |                                                                |                                                           |                                                           |                                                           |                                                           |
| C     | Autre : Six types de dessertes coexistent : Caen – Saint-Lô, Caen – Coutances, Caen – Granville, Caen – Granville – Rennes, Granville – Rennes et Granville – Pontorson. La ligne Caen – Rennes est également exploitée par autocar (via l'autoroute A84), offrant ainsi des temps de trajets plus courts d'environ une demi-heure comparé au train. |                                                           |                                                           |                                                           |                                                                |                                                           |                                                           |                                                           |                                                           |
| C     | Dernière actualisation : — |                                                           |                                                           |                                                           |                                                                |                                                           |                                                           |                                                           |                                                           |
| C     | Caen ⥋ Lisieux | Caen ⥋ Lisieux                                            | Caen ⥋ Lisieux                                            | Caen ⥋ Lisieux                                            | Caen ⥋ Lisieux                                                 | Caen ⥋ Lisieux                                            | Caen ⥋ Lisieux                                            | Caen ⥋ Lisieux                                            | Caen ⥋ Lisieux                                            |
| C     | Ouverture / Fermeture — / — | Longueur —                                                | Durée —                                                   | Nb. d’arrêts —                                            | Matériel Z 27500 BN (ZGC)                                      | Jours de fonctionnement Tous les jours                    | Jour / Soir / Nuit / Fêtes — / — / — / —                  | Voy. / an —                                               | Dépôt —                                                   |
| C     | Desserte : Caen, Frénouville - Cagny, Moult - Argences, Mézidon-Canon, Lisieux. |                                                           |                                                           |                                                           |                                                                |                                                           |                                                           |                                                           |                                                           |
| C     | Autre : |                                                           |                                                           |                                                           |                                                                |                                                           |                                                           |                                                           |                                                           |
| C     | Dernière actualisation : — |                                                           |                                                           |                                                           |                                                                |                                                           |                                                           |                                                           |                                                           |

### Lignes «Proxi»
| Ligne | Caractéristiques | Caractéristiques                            | Caractéristiques                            | Caractéristiques                            | Caractéristiques                                                    | Caractéristiques                            | Caractéristiques                            | Caractéristiques                            | Caractéristiques                            |
| P     | Caen ⥋ Rouen-Rive-Droite | Caen ⥋ Rouen-Rive-Droite                    | Caen ⥋ Rouen-Rive-Droite                    | Caen ⥋ Rouen-Rive-Droite                    | Caen ⥋ Rouen-Rive-Droite                                            | Caen ⥋ Rouen-Rive-Droite                    | Caen ⥋ Rouen-Rive-Droite                    | Caen ⥋ Rouen-Rive-Droite                    | Caen ⥋ Rouen-Rive-Droite                    |
| ----- | --- | ------------------------------------------- | ------------------------------------------- | ------------------------------------------- | ------------------------------------------------------------------- | ------------------------------------------- | ------------------------------------------- | ------------------------------------------- | ------------------------------------------- |
| P     | Ouverture / Fermeture — / — | Longueur —                                  | Durée —                                     | Nb. d’arrêts —                              | Matériel B 82500 HN (BGC), B 85900 HN (Régiolis), X 73500 HN (ATER) | Jours de fonctionnement —                   | Jour / Soir / Nuit / Fêtes — / — / — / —    | Voy. / an —                                 | Dépôt —                                     |
| P     | Desserte : Caen, Mézidon-Canon, Lisieux, Bernay, Serquigny, Brionne, Bourgtheroulde - Thuit-Hébert, Elbeuf - Saint-Aubin, Rouen-Rive-Droite. |                                             |                                             |                                             |                                                                     |                                             |                                             |                                             |                                             |
| P     | Autre : |                                             |                                             |                                             |                                                                     |                                             |                                             |                                             |                                             |
| P     | Dernière actualisation : — |                                             |                                             |                                             |                                                                     |                                             |                                             |                                             |                                             |
| P     | Rouen-Rive-Droite ⥋ Dieppe (omnibus) | Rouen-Rive-Droite ⥋ Dieppe (omnibus)        | Rouen-Rive-Droite ⥋ Dieppe (omnibus)        | Rouen-Rive-Droite ⥋ Dieppe (omnibus)        | Rouen-Rive-Droite ⥋ Dieppe (omnibus)                                | Rouen-Rive-Droite ⥋ Dieppe (omnibus)        | Rouen-Rive-Droite ⥋ Dieppe (omnibus)        | Rouen-Rive-Droite ⥋ Dieppe (omnibus)        | Rouen-Rive-Droite ⥋ Dieppe (omnibus)        |
| P     | Ouverture / Fermeture — / — | Longueur —                                  | Durée —                                     | Nb. d’arrêts —                              | Matériel B 82500 HN (BGC), B 85900 HN (Régiolis)                    | Jours de fonctionnement —                   | Jour / Soir / Nuit / Fêtes — / — / — / —    | Voy. / an —                                 | Dépôt —                                     |
| P     | Desserte : Rouen-Rive-Droite, Maromme, Malaunay - Le Houlme, Montville, Clères, Saint-Victor, Auffay, Longueville-sur-Scie, Saint-Aubin-sur-Scie, Dieppe. |                                             |                                             |                                             |                                                                     |                                             |                                             |                                             |                                             |
| P     | Autre : |                                             |                                             |                                             |                                                                     |                                             |                                             |                                             |                                             |
| P     | Dernière actualisation : — |                                             |                                             |                                             |                                                                     |                                             |                                             |                                             |                                             |
| P     | Rouen-Rive-Droite ⥋ Le Havre | Rouen-Rive-Droite ⥋ Le Havre                | Rouen-Rive-Droite ⥋ Le Havre                | Rouen-Rive-Droite ⥋ Le Havre                | Rouen-Rive-Droite ⥋ Le Havre                                        | Rouen-Rive-Droite ⥋ Le Havre                | Rouen-Rive-Droite ⥋ Le Havre                | Rouen-Rive-Droite ⥋ Le Havre                | Rouen-Rive-Droite ⥋ Le Havre                |
| P     | Ouverture / Fermeture — / — | Longueur —                                  | Durée —                                     | Nb. d’arrêts —                              | Matériel Z 27500 HN (ZGC)                                           | Jours de fonctionnement —                   | Jour / Soir / Nuit / Fêtes — / — / — / —    | Voy. / an —                                 | Dépôt —                                     |
| P     | Desserte : Rouen-Rive-Droite, Barentin, Pavilly, Yvetot, Foucart - Alvimare, Bréauté - Beuzeville, Étainhus - Saint-Romain, Le Havre. |                                             |                                             |                                             |                                                                     |                                             |                                             |                                             |                                             |
| P     | Autre : |                                             |                                             |                                             |                                                                     |                                             |                                             |                                             |                                             |
| P     | Dernière actualisation : — |                                             |                                             |                                             |                                                                     |                                             |                                             |                                             |                                             |
| P     | Rouen-Rive-Droite ⥋ Amiens | Rouen-Rive-Droite ⥋ Amiens                  | Rouen-Rive-Droite ⥋ Amiens                  | Rouen-Rive-Droite ⥋ Amiens                  | Rouen-Rive-Droite ⥋ Amiens                                          | Rouen-Rive-Droite ⥋ Amiens                  | Rouen-Rive-Droite ⥋ Amiens                  | Rouen-Rive-Droite ⥋ Amiens                  | Rouen-Rive-Droite ⥋ Amiens                  |
| P     | Ouverture / Fermeture — / — | Longueur —                                  | Durée —                                     | Nb. d’arrêts —                              | Matériel Z 27500 HN (ZGC)                                           | Jours de fonctionnement —                   | Jour / Soir / Nuit / Fêtes — / — / — / —    | Voy. / an —                                 | Dépôt —                                     |
| P     | Desserte : Rouen-Rive-Droite, Morgny, Longuerue - Vieux-Manoir, Montérolier - Buchy, Sommery, Serqueux, Formerie, Abancourt, Poix-de-Picardie, Saint-Roch, Amiens. |                                             |                                             |                                             |                                                                     |                                             |                                             |                                             |                                             |
| P     | Autre : |                                             |                                             |                                             |                                                                     |                                             |                                             |                                             |                                             |
| P     | Dernière actualisation : — |                                             |                                             |                                             |                                                                     |                                             |                                             |                                             |                                             |
| P     | Lisieux ⥋ Trouville - Deauville | Lisieux ⥋ Trouville - Deauville             | Lisieux ⥋ Trouville - Deauville             | Lisieux ⥋ Trouville - Deauville             | Lisieux ⥋ Trouville - Deauville                                     | Lisieux ⥋ Trouville - Deauville             | Lisieux ⥋ Trouville - Deauville             | Lisieux ⥋ Trouville - Deauville             | Lisieux ⥋ Trouville - Deauville             |
| P     | Ouverture / Fermeture — / — | Longueur —                                  | Durée —                                     | Nb. d’arrêts —                              | Matériel Z 27500 BN (ZGC)                                           | Jours de fonctionnement —                   | Jour / Soir / Nuit / Fêtes — / — / — / —    | Voy. / an —                                 | Dépôt —                                     |
| P     | Desserte : Lisieux, Le Grand-Jardin, Pont-l'Évêque, Trouville - Deauville. |                                             |                                             |                                             |                                                                     |                                             |                                             |                                             |                                             |
| P     | Autre : |                                             |                                             |                                             |                                                                     |                                             |                                             |                                             |                                             |
| P     | Dernière actualisation : — |                                             |                                             |                                             |                                                                     |                                             |                                             |                                             |                                             |
| P     | Le Havre ⥋ Fécamp | Le Havre ⥋ Fécamp                           | Le Havre ⥋ Fécamp                           | Le Havre ⥋ Fécamp                           | Le Havre ⥋ Fécamp                                                   | Le Havre ⥋ Fécamp                           | Le Havre ⥋ Fécamp                           | Le Havre ⥋ Fécamp                           | Le Havre ⥋ Fécamp                           |
| P     | Ouverture / Fermeture — / — | Longueur —                                  | Durée —                                     | Nb. d’arrêts —                              | Matériel X 73500 HN (ATER)                                          | Jours de fonctionnement —                   | Jour / Soir / Nuit / Fêtes — / — / — / —    | Voy. / an —                                 | Dépôt —                                     |
| P     | Desserte : Le Havre, Harfleur, Saint-Laurent - Gainneville, Étainhus - Saint-Romain, Bréauté - Beuzeville, Fécamp. |                                             |                                             |                                             |                                                                     |                                             |                                             |                                             |                                             |
| P     | Autre : Certains trains sont limités au parcours entre Bréauté - Beuzeville et Fécamp. |                                             |                                             |                                             |                                                                     |                                             |                                             |                                             |                                             |
| P     | Dernière actualisation : — |                                             |                                             |                                             |                                                                     |                                             |                                             |                                             |                                             |
| P     | Beauvais ⥋ Le Tréport - Mers-les-Bains | Beauvais ⥋ Le Tréport - Mers-les-Bains      | Beauvais ⥋ Le Tréport - Mers-les-Bains      | Beauvais ⥋ Le Tréport - Mers-les-Bains      | Beauvais ⥋ Le Tréport - Mers-les-Bains                              | Beauvais ⥋ Le Tréport - Mers-les-Bains      | Beauvais ⥋ Le Tréport - Mers-les-Bains      | Beauvais ⥋ Le Tréport - Mers-les-Bains      | Beauvais ⥋ Le Tréport - Mers-les-Bains      |
| P     | Ouverture / Fermeture — / — | Longueur —                                  | Durée —                                     | Nb. d’arrêts —                              | Matériel X 76500 HDF (XGC)                                          | Jours de fonctionnement —                   | Jour / Soir / Nuit / Fêtes — / — / — / —    | Voy. / an —                                 | Dépôt —                                     |
| P     | Desserte : Beauvais, Herchies, Milly-sur-Thérain, Saint-Omer-en-Chaussée, Marseille-en-Beauvaisis, Grandvilliers, Feuquières - Broquiers, Abancourt, Aumale, Blangy-sur-Bresle, Longroy - Gamaches, Eu, Le Tréport - Mers. |                                             |                                             |                                             |                                                                     |                                             |                                             |                                             |                                             |
| P     | Autre : Bien que les gares situées au-delà d'Abancourt — en direction du Tréport — soient situées sur le territoire de la région Normandie, cette liaison est conventionnée uniquement par la région limitrophe — où se trouvent les gares comprises entre Beauvais et Abancourt — dans le cadre du réseau TER Hauts-de-France (lignes P30 et S06). |                                             |                                             |                                             |                                                                     |                                             |                                             |                                             |                                             |
| P     | Dernière actualisation : — |                                             |                                             |                                             |                                                                     |                                             |                                             |                                             |                                             |
| P     | Alençon ⥋ Le Mans ⥋ Château-du-Loir ⥋ Tours | Alençon ⥋ Le Mans ⥋ Château-du-Loir ⥋ Tours | Alençon ⥋ Le Mans ⥋ Château-du-Loir ⥋ Tours | Alençon ⥋ Le Mans ⥋ Château-du-Loir ⥋ Tours | Alençon ⥋ Le Mans ⥋ Château-du-Loir ⥋ Tours                         | Alençon ⥋ Le Mans ⥋ Château-du-Loir ⥋ Tours | Alençon ⥋ Le Mans ⥋ Château-du-Loir ⥋ Tours | Alençon ⥋ Le Mans ⥋ Château-du-Loir ⥋ Tours | Alençon ⥋ Le Mans ⥋ Château-du-Loir ⥋ Tours |
| P     | Ouverture / Fermeture — / — | Longueur —                                  | Durée —                                     | Nb. d’arrêts —                              | Matériel —                                                          | Jours de fonctionnement —                   | Jour / Soir / Nuit / Fêtes — / — / — / —    | Voy. / an —                                 | Dépôt —                                     |
| P     | Desserte : Alençon, La Hutte - Coulombiers, Vivoin - Beaumont, Teillé, Montbizot, La Guierche, Neuville-sur-Sarthe, Le Mans-Hôpital-Université, Le Mans, Arnage, Laigné - Saint-Gervais, Écommoy, Mayet, Aubigné-Racan, Vaas, Château-du-Loir, Saint-Paterne, Neuillé-Pont-Pierre, Saint-Antoine-du-Rocher, La Membrolle-sur-Choisille, Tours.      |                                             |                                             |                                             |                                                                     |                                             |                                             |                                             |                                             |
| P     | Autre : Cette liaison fait uniquement partie du réseau TER Pays de la Loire. Trois types de dessertes coexistent : Alençon – Le Mans, Alençon – Château-du-Loir et Alençon – Tours. |                                             |                                             |                                             |                                                                     |                                             |                                             |                                             |                                             |
| P     | Dernière actualisation : — |                                             |                                             |                                             |                                                                     |                                             |                                             |                                             |                                             |

### Lignes saisonnières
| Ligne | Caractéristiques | Caractéristiques                                                                       | Caractéristiques                                                                       | Caractéristiques                                                                       | Caractéristiques                                                                       | Caractéristiques | Caractéristiques                                                                       | Caractéristiques                                                                       | Caractéristiques                                                                       |
| S     | Paris-Montparnasse ⥋ Pontorson - Mont-Saint-Michel (« Le train du Mont Saint-Michel ») | Paris-Montparnasse ⥋ Pontorson - Mont-Saint-Michel (« Le train du Mont Saint-Michel ») | Paris-Montparnasse ⥋ Pontorson - Mont-Saint-Michel (« Le train du Mont Saint-Michel ») | Paris-Montparnasse ⥋ Pontorson - Mont-Saint-Michel (« Le train du Mont Saint-Michel ») | Paris-Montparnasse ⥋ Pontorson - Mont-Saint-Michel (« Le train du Mont Saint-Michel ») | Paris-Montparnasse ⥋ Pontorson - Mont-Saint-Michel (« Le train du Mont Saint-Michel »)                                     | Paris-Montparnasse ⥋ Pontorson - Mont-Saint-Michel (« Le train du Mont Saint-Michel ») | Paris-Montparnasse ⥋ Pontorson - Mont-Saint-Michel (« Le train du Mont Saint-Michel ») | Paris-Montparnasse ⥋ Pontorson - Mont-Saint-Michel (« Le train du Mont Saint-Michel ») |
| ----- | --- | -------------------------------------------------------------------------------------- | -------------------------------------------------------------------------------------- | -------------------------------------------------------------------------------------- | -------------------------------------------------------------------------------------- | --- | -------------------------------------------------------------------------------------- | -------------------------------------------------------------------------------------- | -------------------------------------------------------------------------------------- |
| S     | Ouverture / Fermeture — / — | Longueur —                                                                             | Durée —                                                                                | Nb. d’arrêts —                                                                         | Matériel B 84500 BN (Régiolis)                                                         | Jours de fonctionnement Liaison quotidienne d'avril à octobre, également assurée les week-ends le reste de l'année.        | Jour / Soir / Nuit / Fêtes — / — / — / —                                               | Voy. / an —                                                                            | Dépôt —                                                                                |
| S     | Desserte : Paris-Montparnasse, Versailles-Chantiers, Dreux, Verneuil-sur-Avre, L'Aigle, Surdon, Argentan, Briouze, Flers, Vire, Villedieu-les-Poêles, Folligny, Avranches, Pontorson - Mont-Saint-Michel.                |                                                                                        |                                                                                        |                                                                                        |                                                                                        | |                                                                                        |                                                                                        |                                                                                        |
| S     | Autre : Les trains concernés sont catégorisés « Krono » dans les fiches horaires. En dehors de leurs périodes de circulation, la liaison est assurée par autocar avec correspondance ferroviaire à Villedieu-les-Poêles. |                                                                                        |                                                                                        |                                                                                        |                                                                                        | |                                                                                        |                                                                                        |                                                                                        |
| S     | Dernière actualisation : — |                                                                                        |                                                                                        |                                                                                        |                                                                                        | |                                                                                        |                                                                                        |                                                                                        |
| S     | Trouville - Deauville ⥋ Dives - Cabourg | Trouville - Deauville ⥋ Dives - Cabourg                                                | Trouville - Deauville ⥋ Dives - Cabourg                                                | Trouville - Deauville ⥋ Dives - Cabourg                                                | Trouville - Deauville ⥋ Dives - Cabourg                                                | Trouville - Deauville ⥋ Dives - Cabourg                                                                                    | Trouville - Deauville ⥋ Dives - Cabourg                                                | Trouville - Deauville ⥋ Dives - Cabourg                                                | Trouville - Deauville ⥋ Dives - Cabourg                                                |
| S     | Ouverture / Fermeture — / — | Longueur —                                                                             | Durée —                                                                                | Nb. d’arrêts —                                                                         | Matériel X 76500 BN (XGC)                                                              | Jours de fonctionnement Liaison estivale quotidienne, également assurée les week-ends le reste de l'année (sauf en hiver). | Jour / Soir / Nuit / Fêtes — / — / — / —                                               | Voy. / an —                                                                            | Dépôt —                                                                                |
| S     | Desserte : Trouville - Deauville, Blonville - Benerville, Villers-sur-Mer, Houlgate, Dives-sur-Mer-Port-Guillaume, Dives - Cabourg.                                                                                      |                                                                                        |                                                                                        |                                                                                        |                                                                                        | |                                                                                        |                                                                                        |                                                                                        |
| S     | Autre : Les trains concernés sont catégorisés « Proxi » dans les fiches horaires. En dehors de leurs périodes de circulation, la liaison est assurée par autocar.                                                        |                                                                                        |                                                                                        |                                                                                        |                                                                                        | |                                                                                        |                                                                                        |                                                                                        |
| S     | Dernière actualisation : — |                                                                                        |                                                                                        |                                                                                        |                                                                                        | |                                                                                        |                                                                                        |                                                                                        |

## Matériel roulant
Le parc roulant du réseau Nomad Train est composé du matériel issu de la fusion des parcs des anciens réseaux TER Basse-Normandie et TER Haute-Normandie. Ce matériel roulant est propriété de SNCF Voyageurs, à l'exception des cas où la convention de financement a prévu que la région en était propriétaire.
Par ailleurs, au sein de SNCF Voyageurs, l'activité TER louait à l'activité Intercités une partie du matériel roulant circulant sur les lignes Nomad, à savoir les BB 15000 et les voitures Corail, désormais retirées de la circulation au profit des Z 56600 (Omneo Premium).
Depuis 2014, plusieurs séries de matériel moderne ont été commandées par ou pour le compte des anciennes régions Haute-Normandie et Basse-Normandie, ou de la nouvelle région Normandie :
- 15 rames Régiolis B 84500 ont été commandées par l'ancienne région Basse-Normandie, pour la ligne Paris – Granville. Ces rames ont été financées par la région, en contrepartie de la reprise, par l'État, de l'exploitation de ladite ligne[9]. Elles ont été livrées entre 2014 et 2016 ;
- 10 rames Régiolis B 85900 ont été commandées par l'ancienne région Haute-Normandie, afin de remplacer les X 4750 et les X 4900 qui circulaient, notamment, sur la ligne Rouen – Dieppe. Ces rames ont été livrées entre 2015 et 2016 ;
- 40 rames Omneo Premium Z 56600 ont été commandées par la région Normandie, afin de remplacer les trains Corail des lignes Paris – Caen – Cherbourg / Trouville-Deauville et Paris – Rouen – Le Havre. Ces nouvelles rames constituent la variante « grandes lignes » de la plateforme Omneo (Regio 2N) proposée par le constructeur Bombardier Transport. Elles ont été financées par l’État, à hauteur de 720 millions d'euros et ce, en contrepartie de la reprise, par la région, de la gestion des lignes Intercités. Leur livraison doit s'échelonner de janvier 2020 à mi-2021[10],[11] ;
- 27 rames Omneo Confort ont également été commandées par la région Normandie (une première tranche de 16 rames, puis une seconde de 11 autres). Destinées au remplacement des Z 26500 (qui seront cédées à la région Grand Est), des VO 2N et des V2N, ces nouvelles rames devraient, a priori, circuler sur les liaisons Paris – Vernon – Rouen et Paris – Évreux – Serquigny. Leur aménagement intérieur sera sensiblement proche de celui des Z 56600, mais avec une capacité accrue, tant en places qu'en espaces vélos. Leur livraison doit débuter en 2023[12].

Avec un total de 67 rames commandées auprès de Bombardier, ces deux dernières commandes vont ainsi permettre d'homogénéiser un parc roulant, jusqu'ici très hétéroclite, sur les lignes au départ de Paris-Saint-Lazare.
Cela étant, pour parer aux retards de livraison des rames Omneo Premium précitées et donc soulager un parc roulant sous tension, deux types de matériel ont, temporairement, été mis en circulation sur les lignes normandes. C'est ainsi que, à partir de la fin du mois de septembre 2020, six rames Coradia Liner circulent sur le réseau, notamment sur la ligne Paris – Vernon – Rouen ; ces dernières sont habituellement rattachées à la ligne Intercités Nantes – Bordeaux, qui est alors fermée en raison de travaux.

### État des lieux
Au quatrième trimestre 2019, le parc du matériel roulant de la région est constitué de 172 engins et près de 300 voitures.
Le parc normand est géré par deux Supervisions techniques de flotte (STF) :
- SNO : STF Normandie (Sotteville, Caen, Cherbourg) ;
- SLN : STF Lignes Normandes (Clichy).

#### Automoteurs
Synthèse du parc automoteurs au 31 décembre 2024 :
| Séries  | Types/surnoms            | Nombre de caisses | STF SLN | STF SNO | Total | Observation                                                              |
| ------- | ------------------------ | ----------------- | ------- | ------- | ----- | ------------------------------------------------------------------------ |
| B 82500 | AGC                      | 4 caisses         | –       | 13      | 13    | 4 rames sont issues du réseau Transilien                                 |
| B 84500 | Régiolis                 | 6 caisses         | –       | 15      | 15    |                                                                          |
| B 85900 | Régiolis                 | 4 caisses         | –       | 10      | 10    |                                                                          |
| X 73500 | Concombre                | mono-caisse       | –       | 25      | 25    |                                                                          |
| X 76500 | AGC                      | 3 caisses         | –       | 14      | 14    | En cours de rénovation                                                   |
| Z 26500 | TER 2N NG                | 5 caisses         | 14      | –       | 14    | Rachat par la région Grand Est                                           |
| Z 27500 | AGC                      | 4 ou 3 caisses    | –       | 30      | 30    | 3 exemplaires à 4 caisses ont été vendus à la région Centre-Val-de-Loire |
| Z 56600 | Regio 2N (Omneo Premium) | 10 caisses        | –       | 40      | 40    |                                                                          |
| Z 56800 | Regio 2N (Omneo 2)       | 10 caisses        | –       | 15      | 15    | En cours de livraison                                                    |
| Total   |                          |                   | 14      | 162     | 176   |                                                                          |

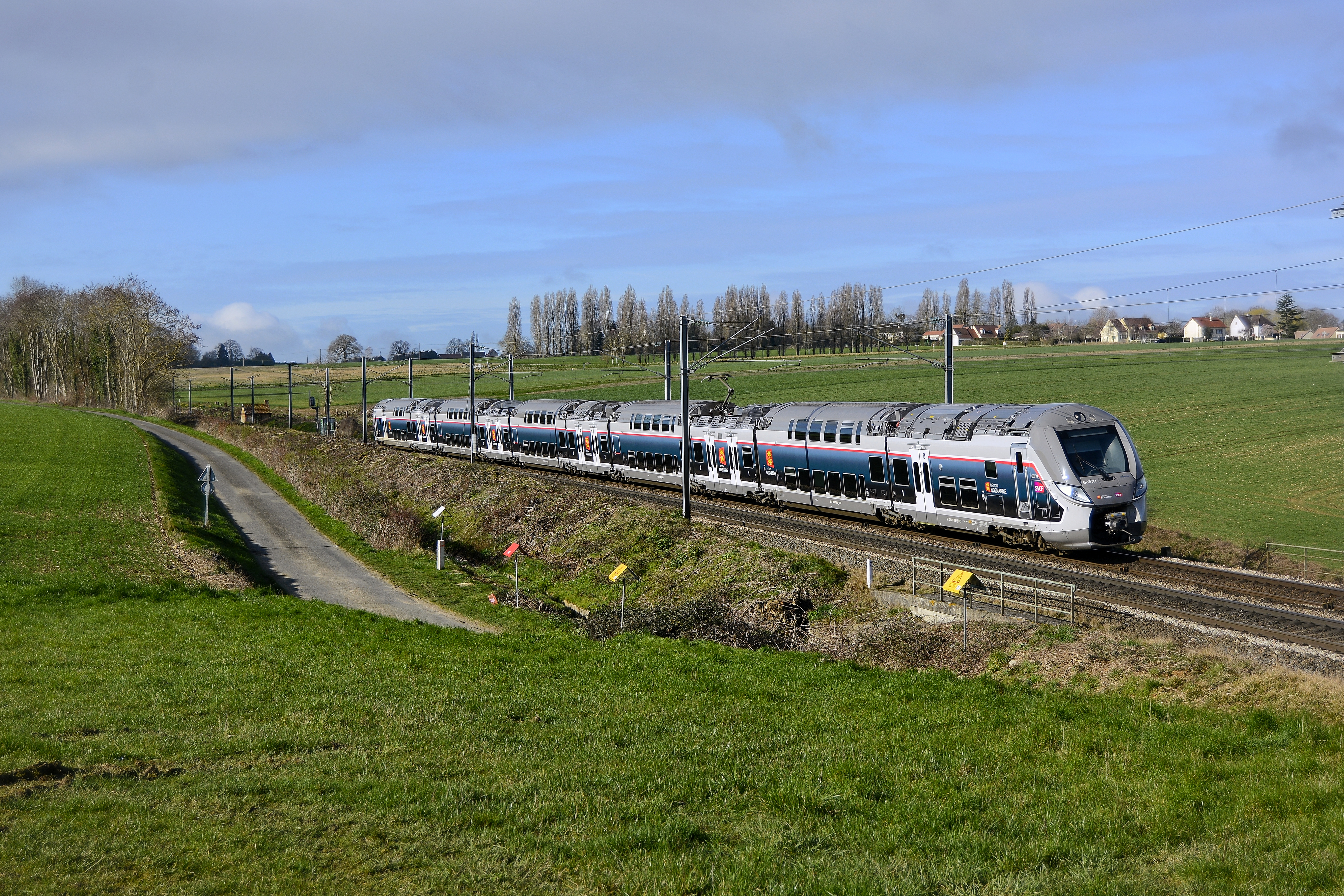
Z 56600 (Omneo Premium), à proximité de Ménerville (2020).
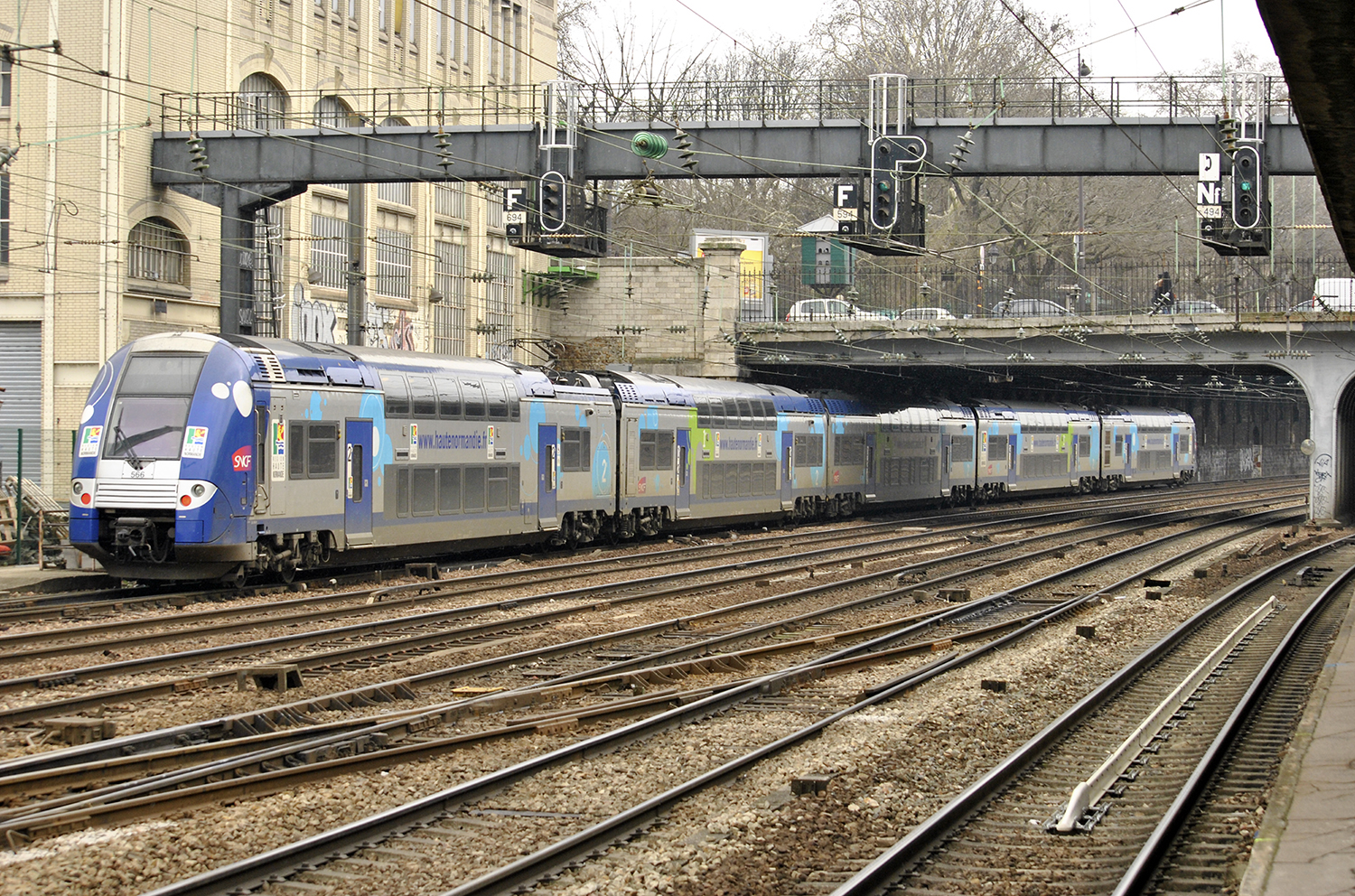
Z 26500 Haute-Normandie, à Pont-Cardinet (2013).
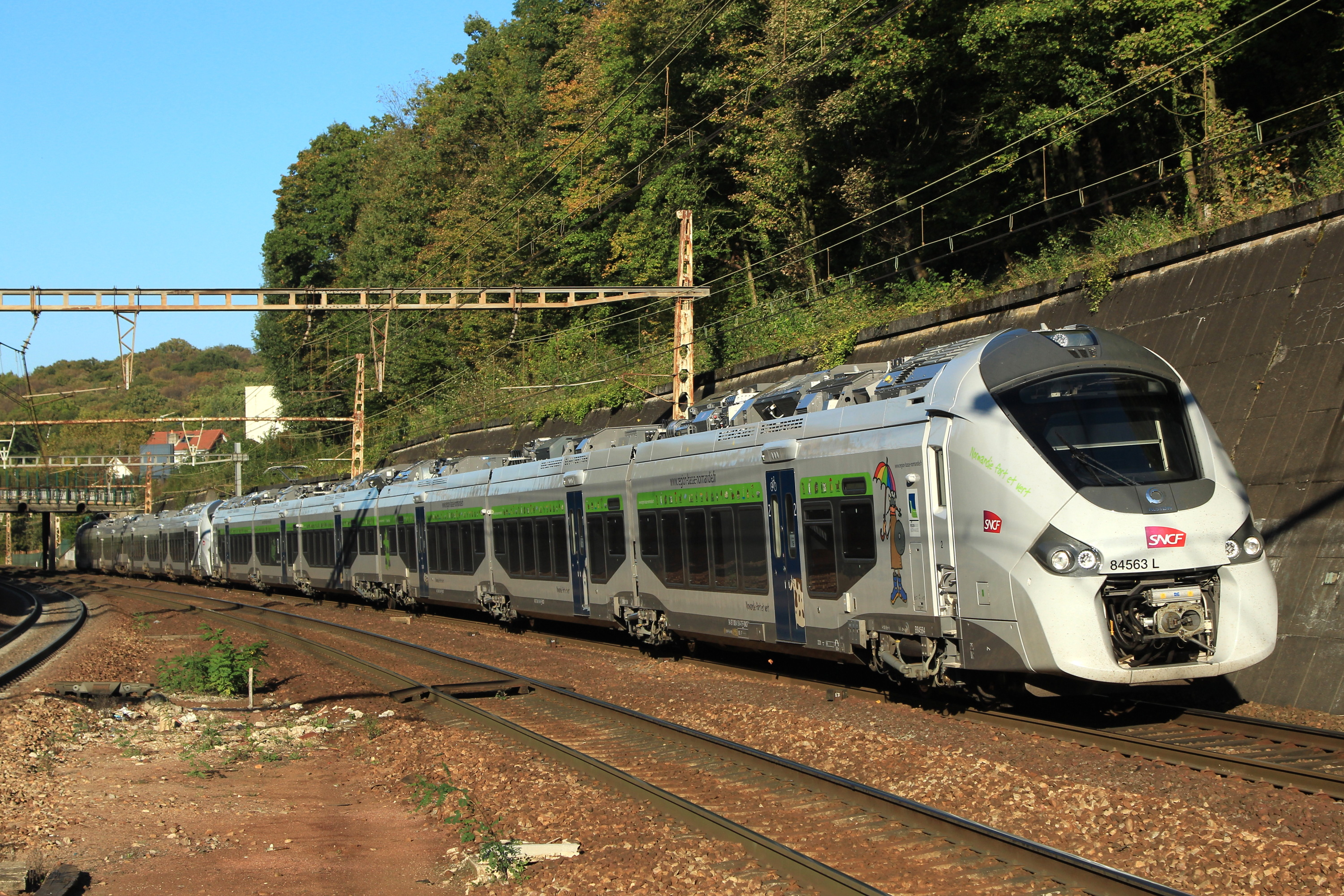
Régiolis B 84500 Basse-Normandie, passant en gare de Chaville-Rive-Gauche (2014).
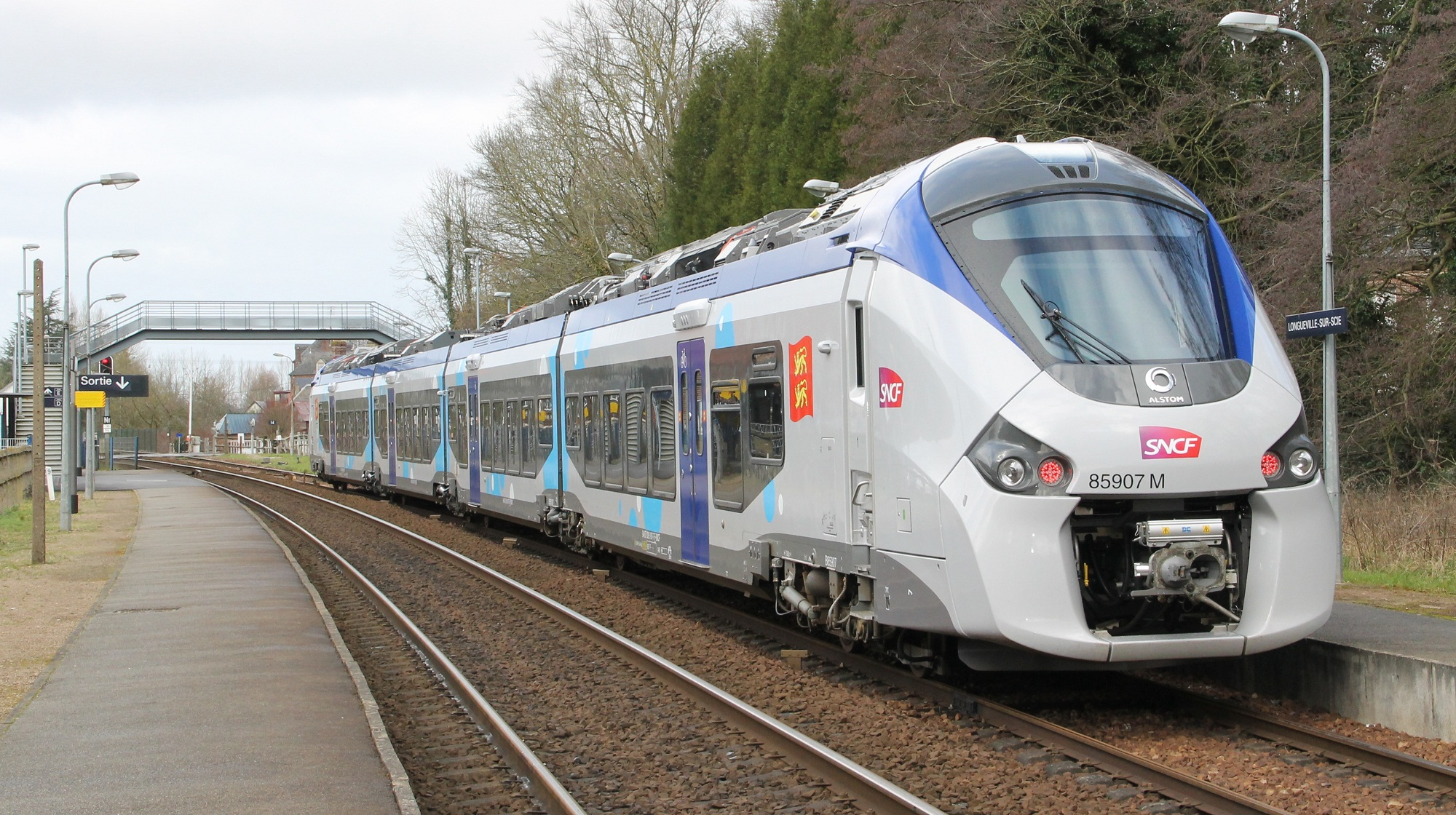
Régiolis B 85900 Haute-Normandie, en gare de Longueville-sur-Scie (2016).
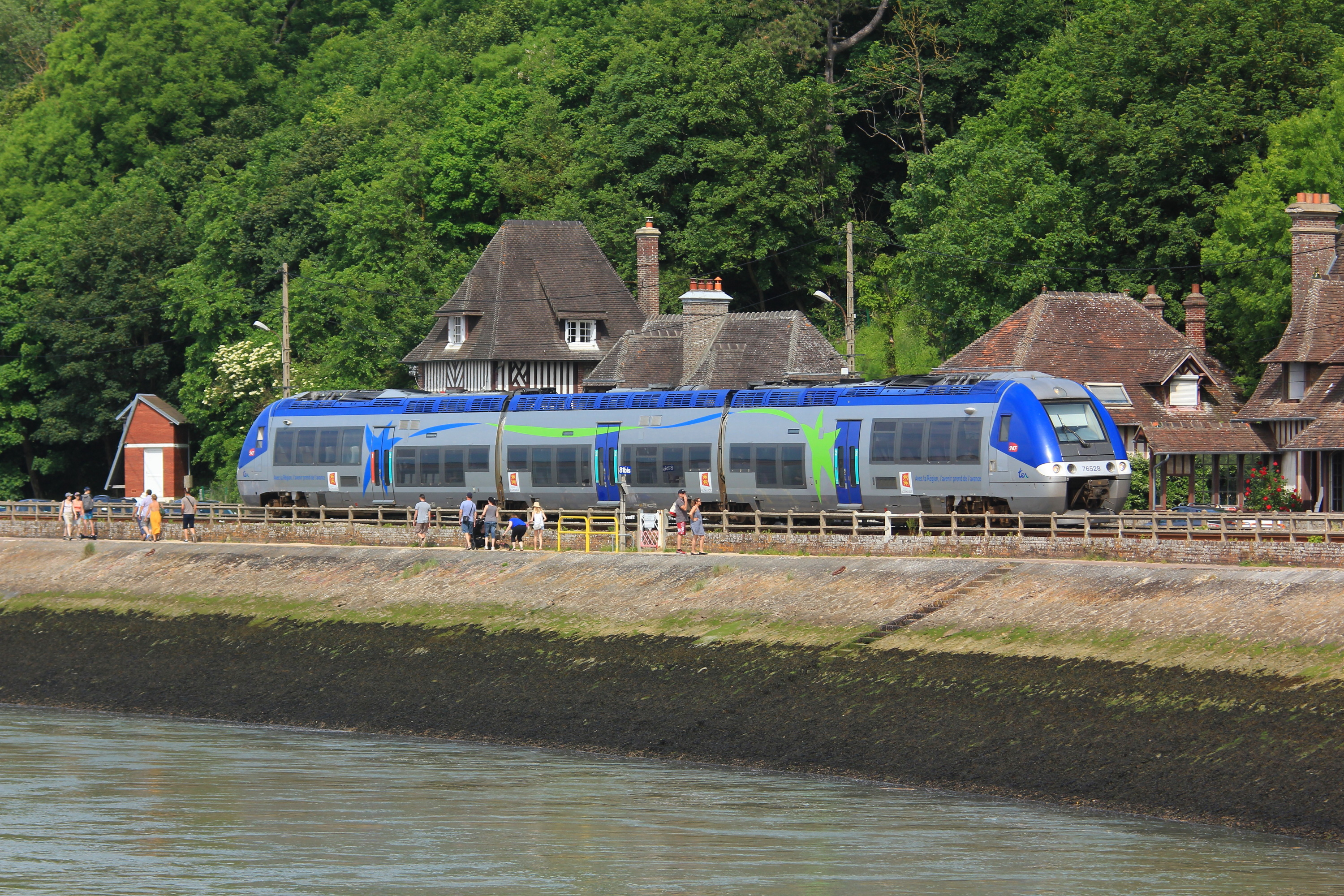
X 76500 Basse-Normandie, sur la digue située à quelques encablures de la gare de Houlgate (2015).
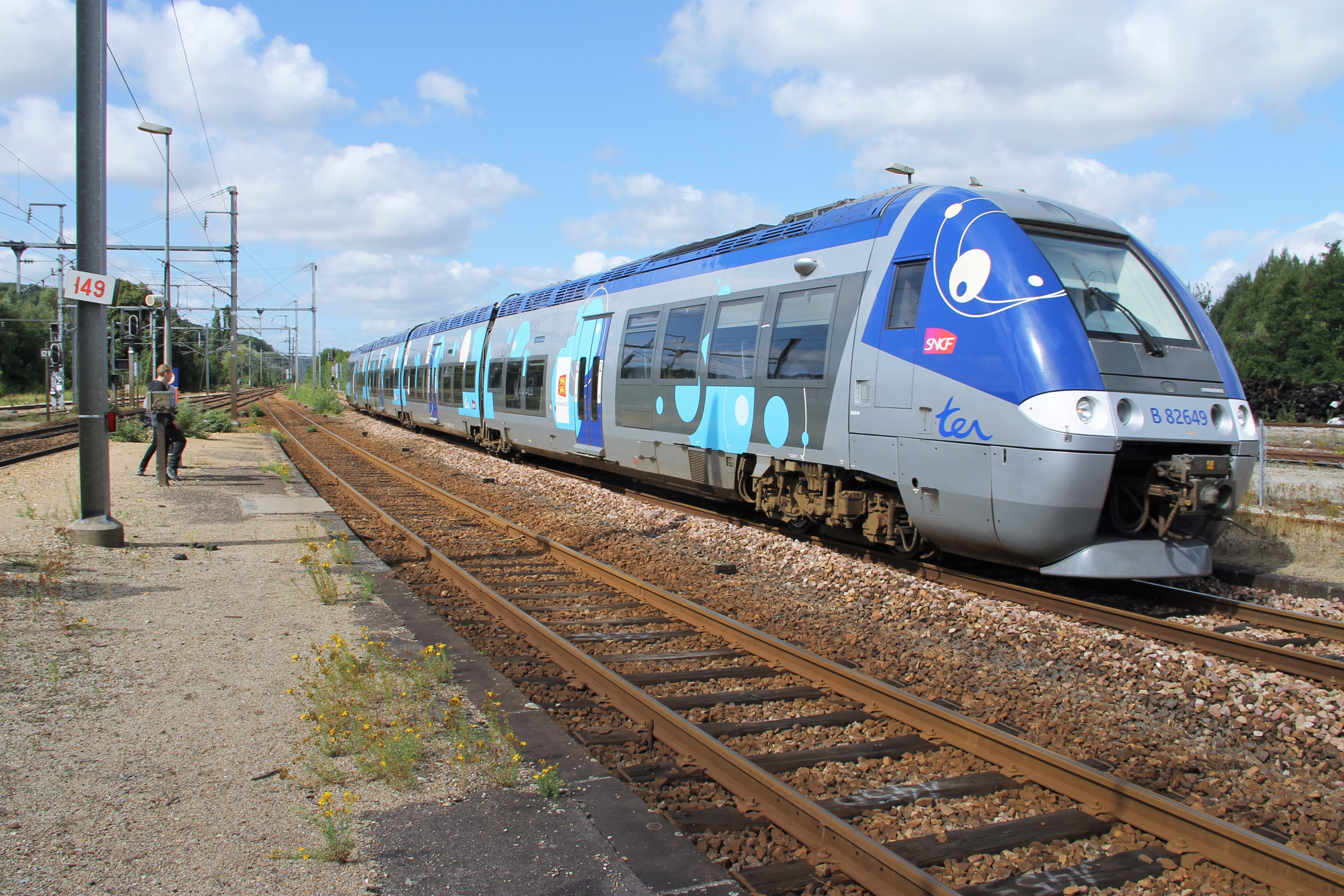
B 82500 Haute-Normandie, à Serquigny (2018).
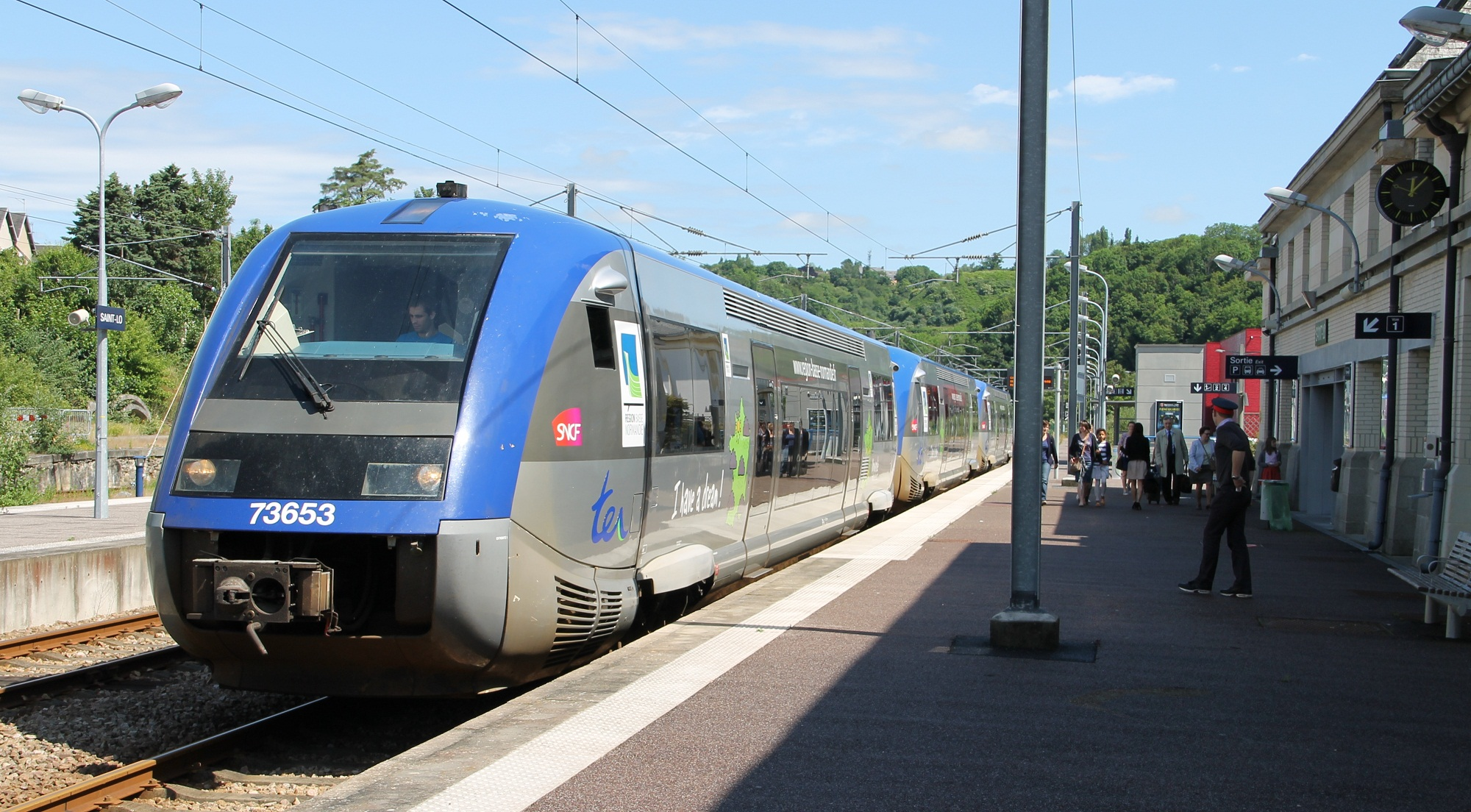
X 73500 Basse-Normandie, à Saint-Lô (2014).
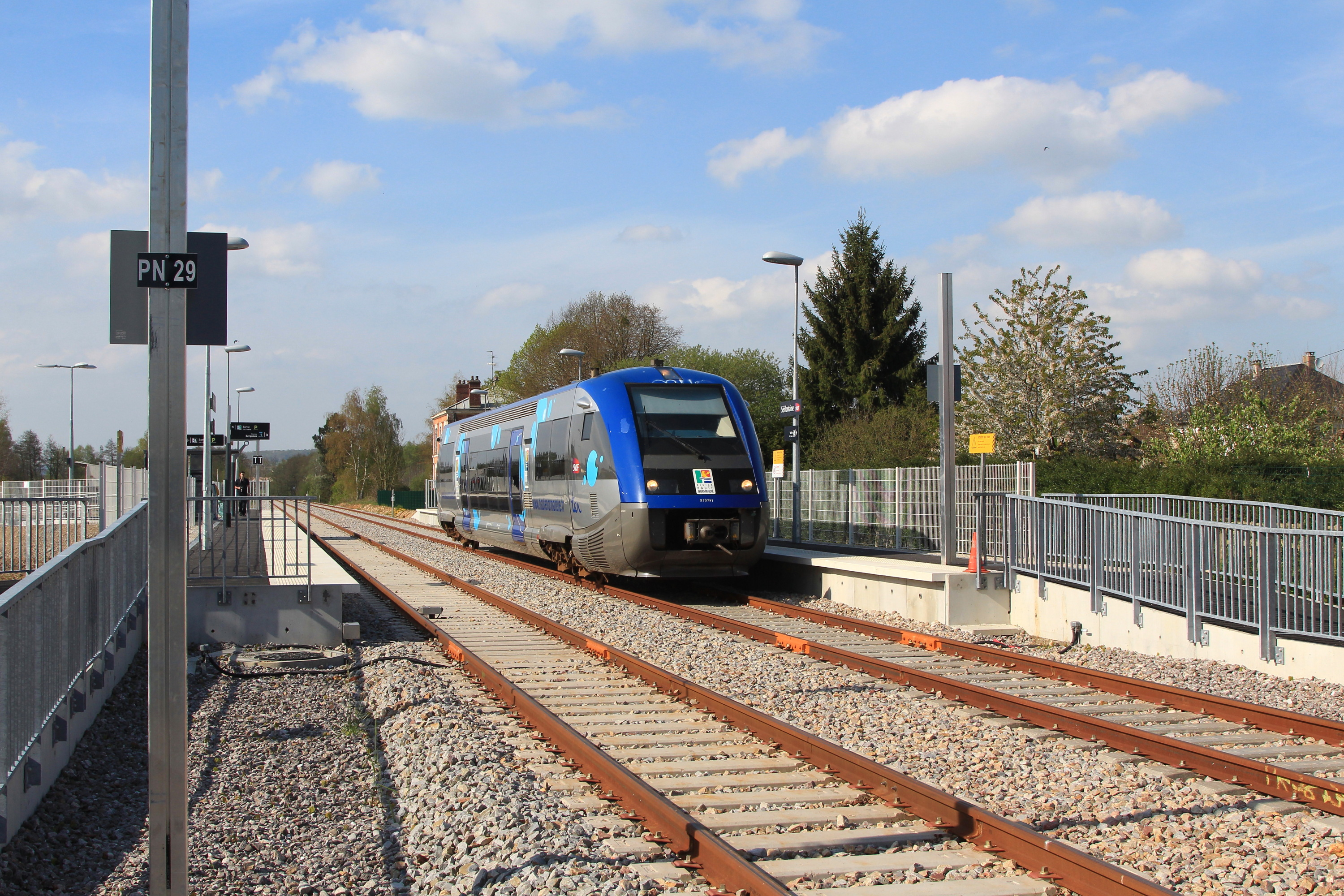
X 73500 Haute-Normandie, à Sérifontaine (2014).

#### Locomotives et rames tractées

##### Locomotives
Synthèse du parc de locomotives au 5 mai 2025 :
| Séries   | STF | Total | Observation      |
| -------- | --- | ----- | ---------------- |
| BB 15000 | SLN | 1     | Retrait en cours |

##### Rames tractées
Un type de rames tractées circulais encore sur les axes Paris – Normandie jusqu’au 26/03/2024., en l'occurrence des V2N (35 voitures). Une rame étais composée de 6 à 7 éléments ; elle était tractée par une BB 15000R.

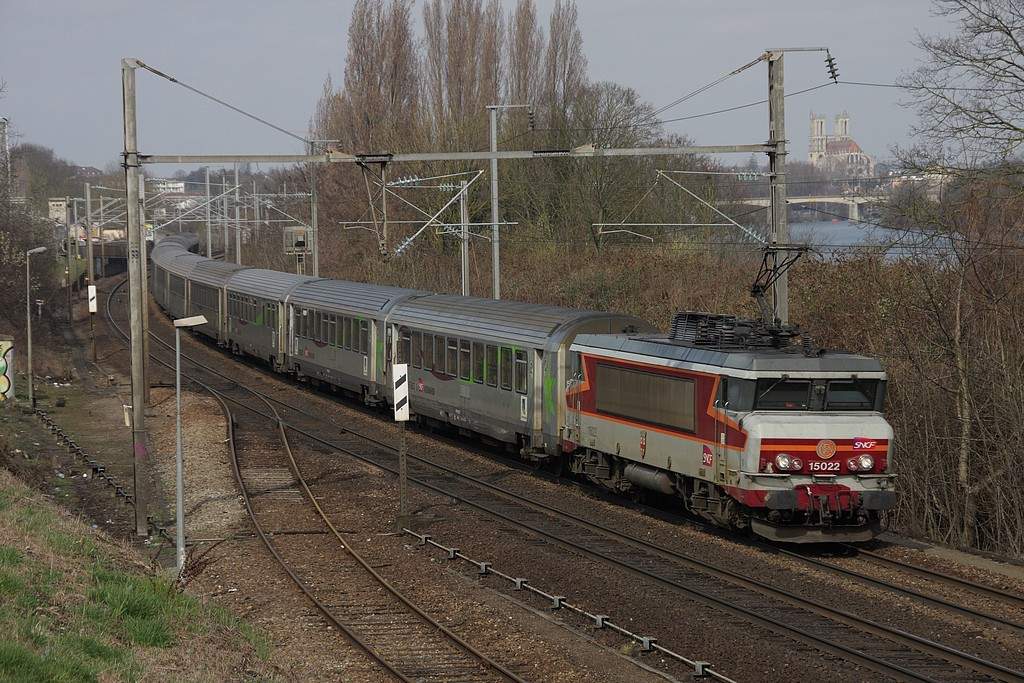
BB 15000 Grand Confort, peu après Mantes-la-Jolie (2010).
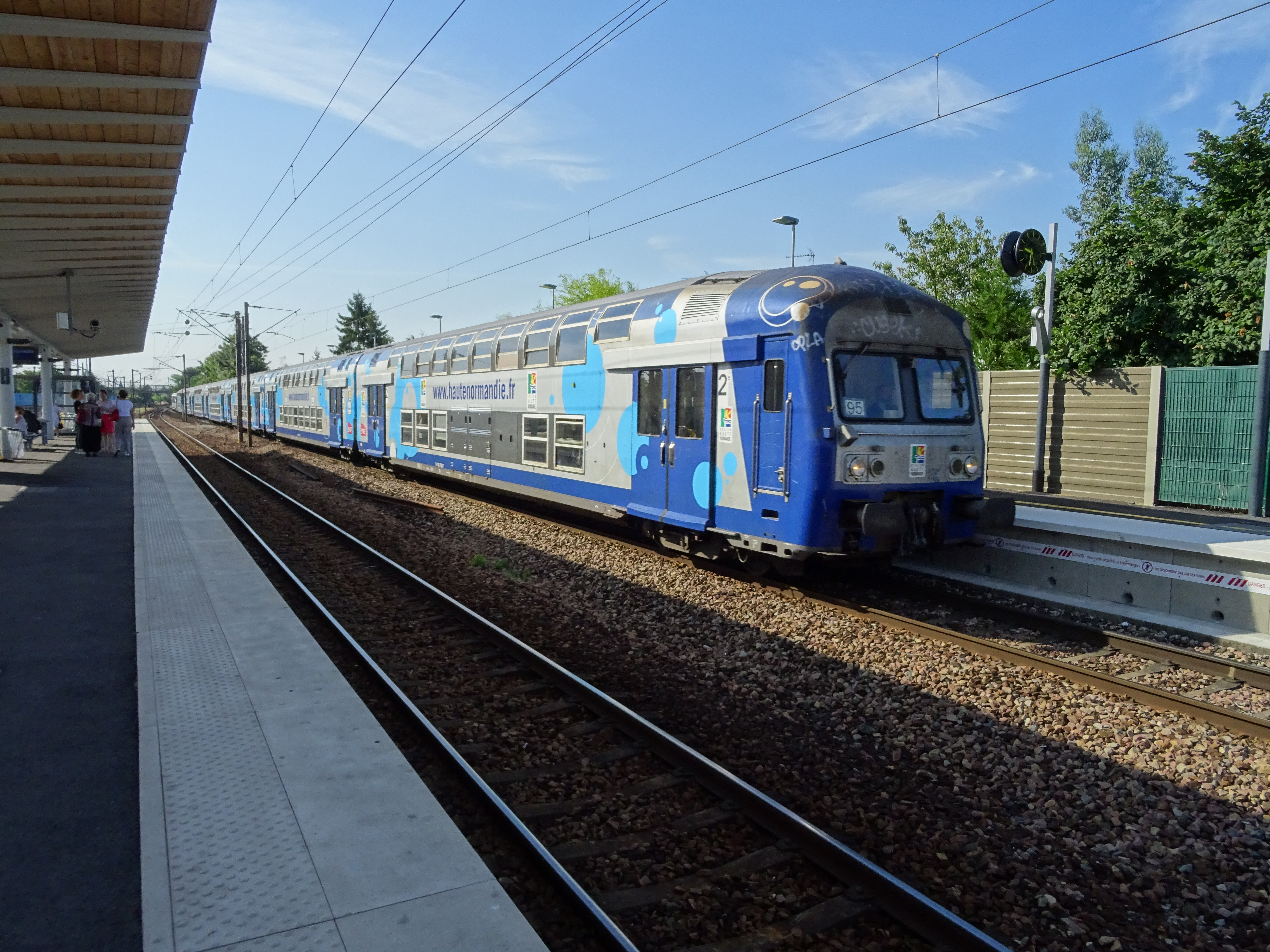
VO 2N Haute-Normandie, en gare de Vernouillet-Verneuil (2017).
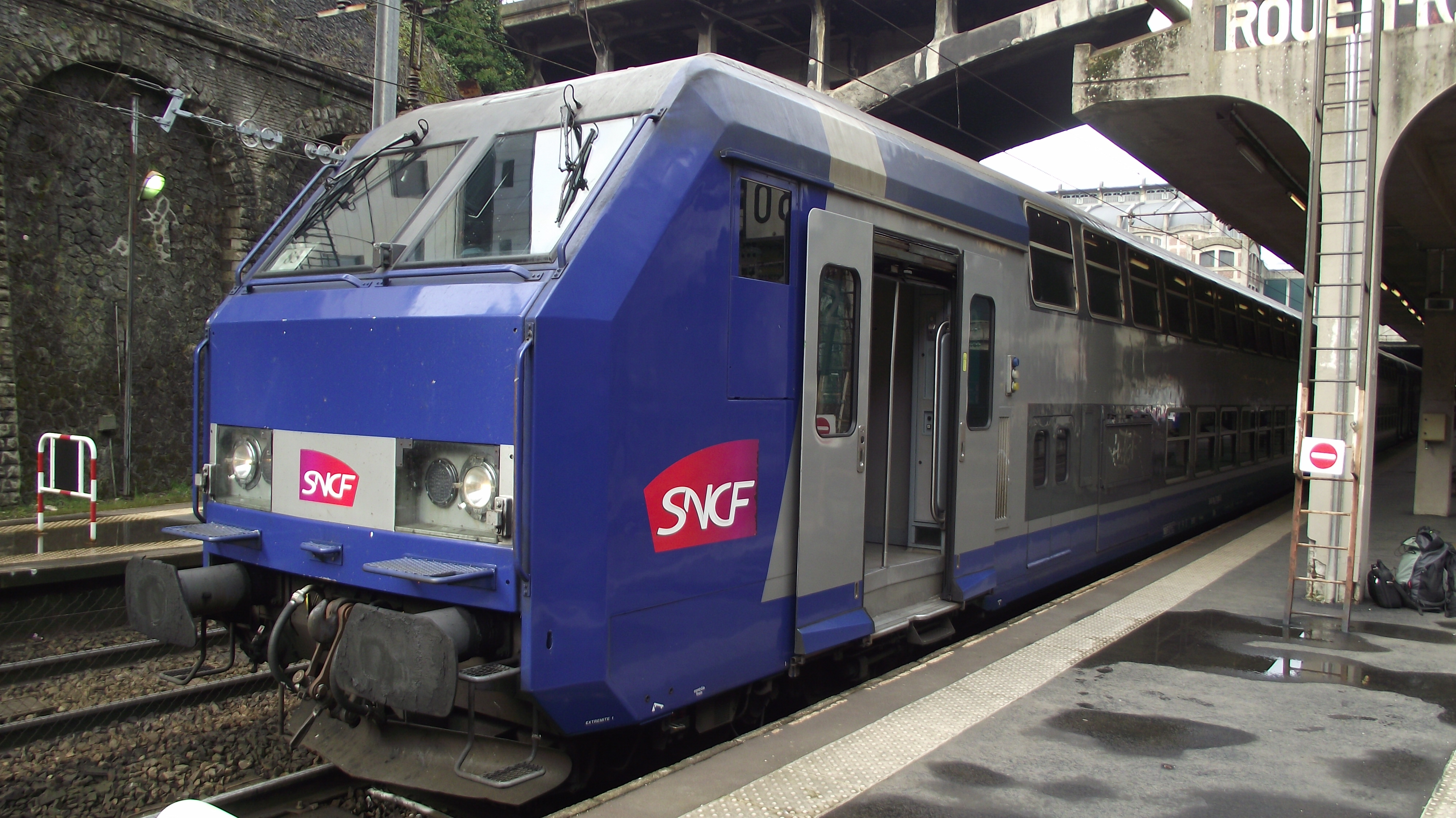
V2N, en gare de Rouen-Rive-Droite (2013).

Les rames tractées du réseau normand ont été intégralement remplacées par les Regio 2N Omneo Premium en mars 2025.

### Matériel passé
Les séries suivantes ont été retirées du réseau :
- autorails EAD X 4750 ;
- autorails EAD X 4900 ;
- automoteurs X 72500 ;
- locomotives BB 26000 (de 1996 au 4 février 2021)[16] ;
- voitures Corail Basse-Normandie (dernière circulation effectuée le 2 juin 2021)[17] ;
- voitures Corail — rames réversibles — Haute-Normandie (dernière circulation réalisée le 17 décembre 2021)[réf. souhaitée] ;
- rames VO 2N — réversibles — Haute-Normandie (dernière circulation réalisée le 10 décembre 2024)[réf. souhaitée].

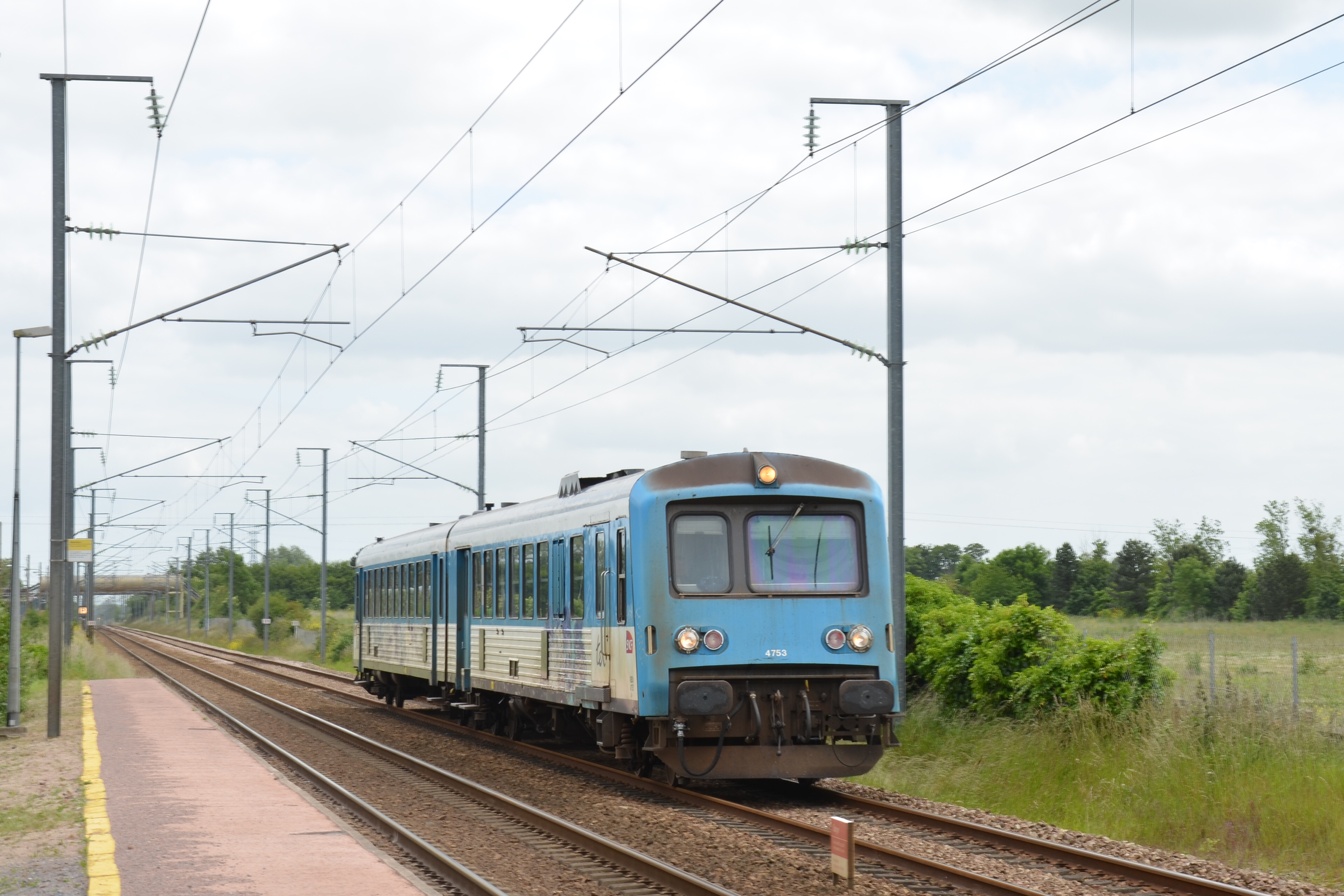
X 4750 Basse-Normandie, à Frénouville - Cagny (2015).
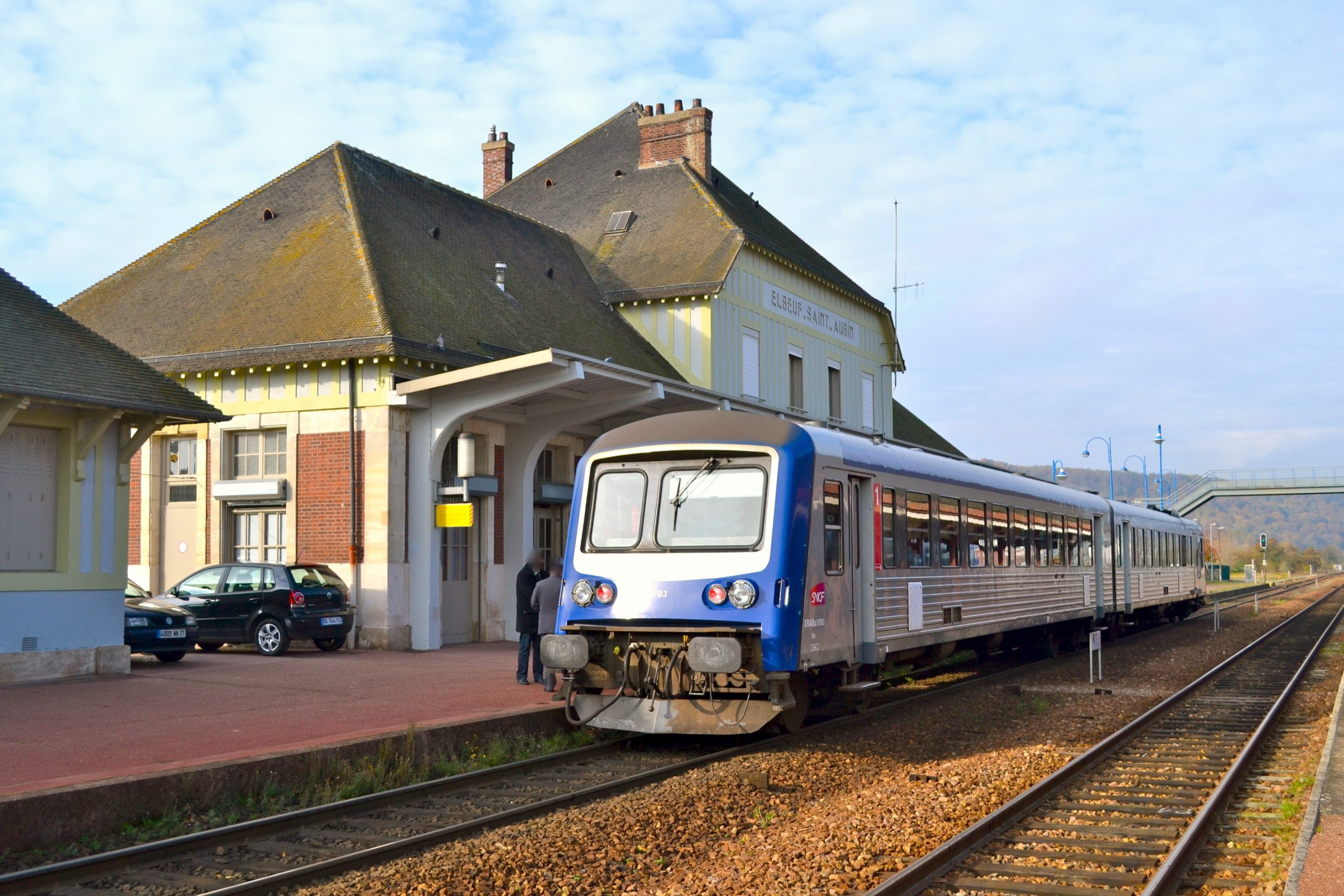
X 4750 Haute-Normandie, en gare d'Elbeuf - Saint-Aubin (2011).
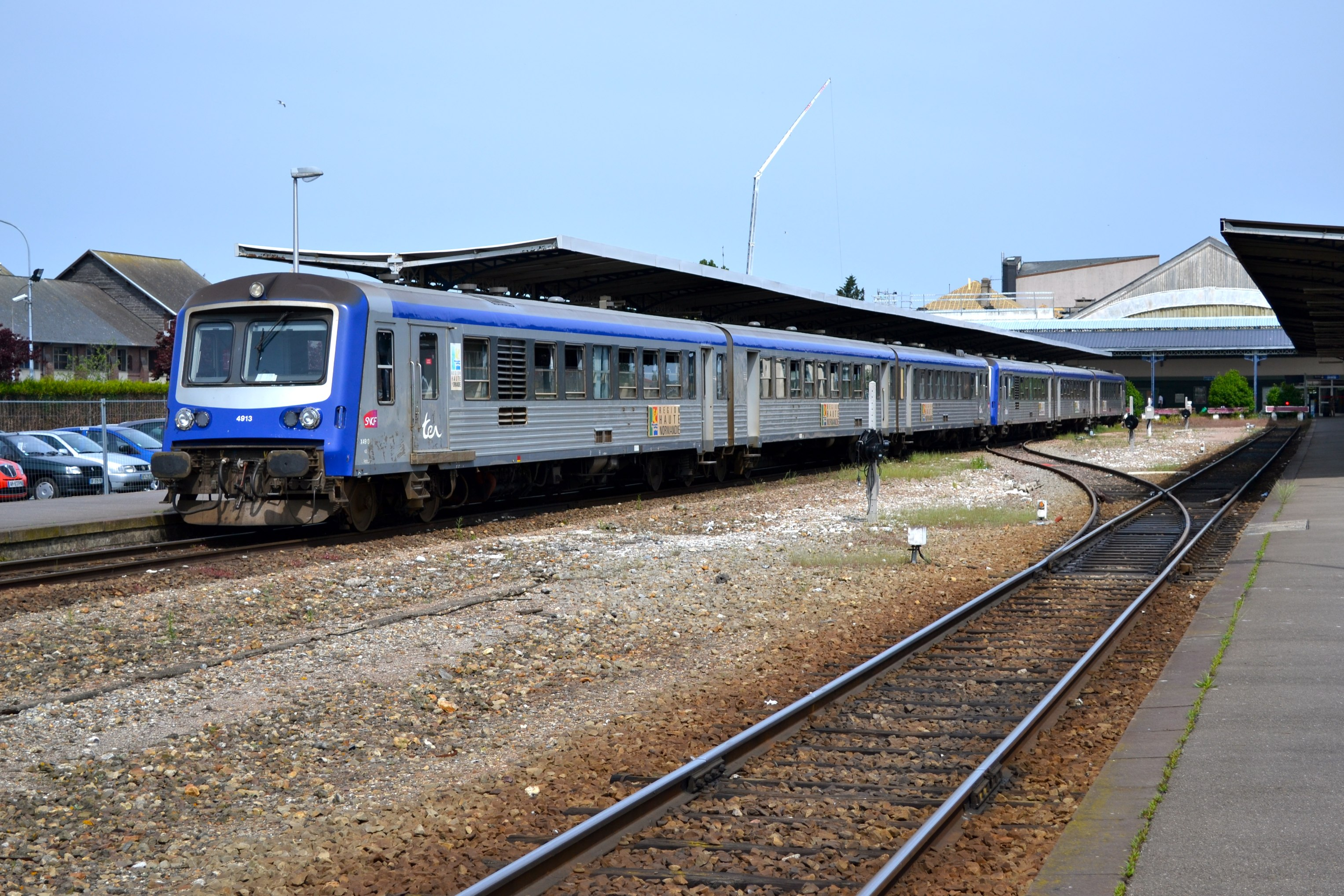
X 4900 Haute-Normandie, en gare de Dieppe (2011).
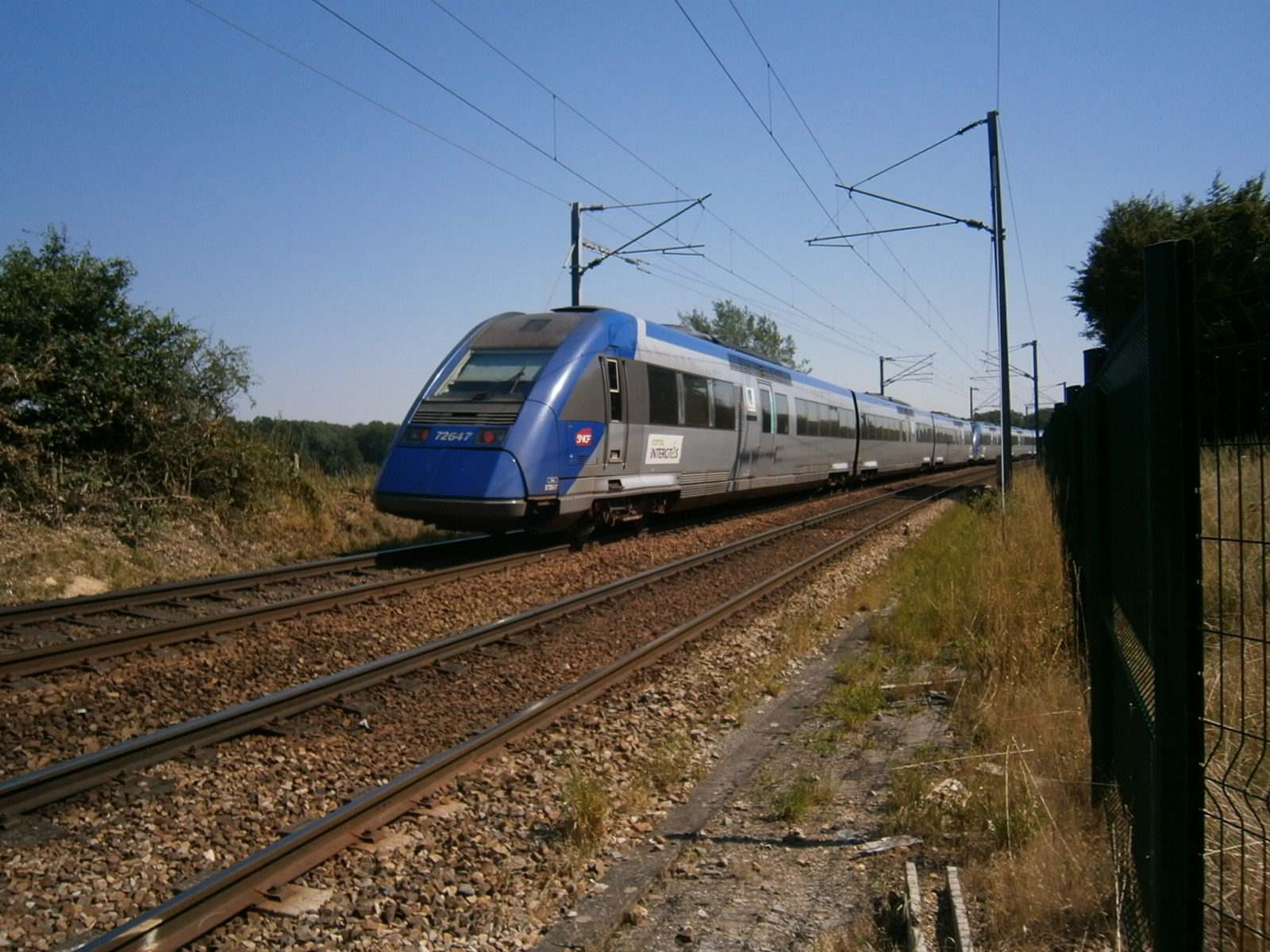
X 72500 Basse-Normandie, non loin de la gare de Tacoignières - Richebourg (2012).
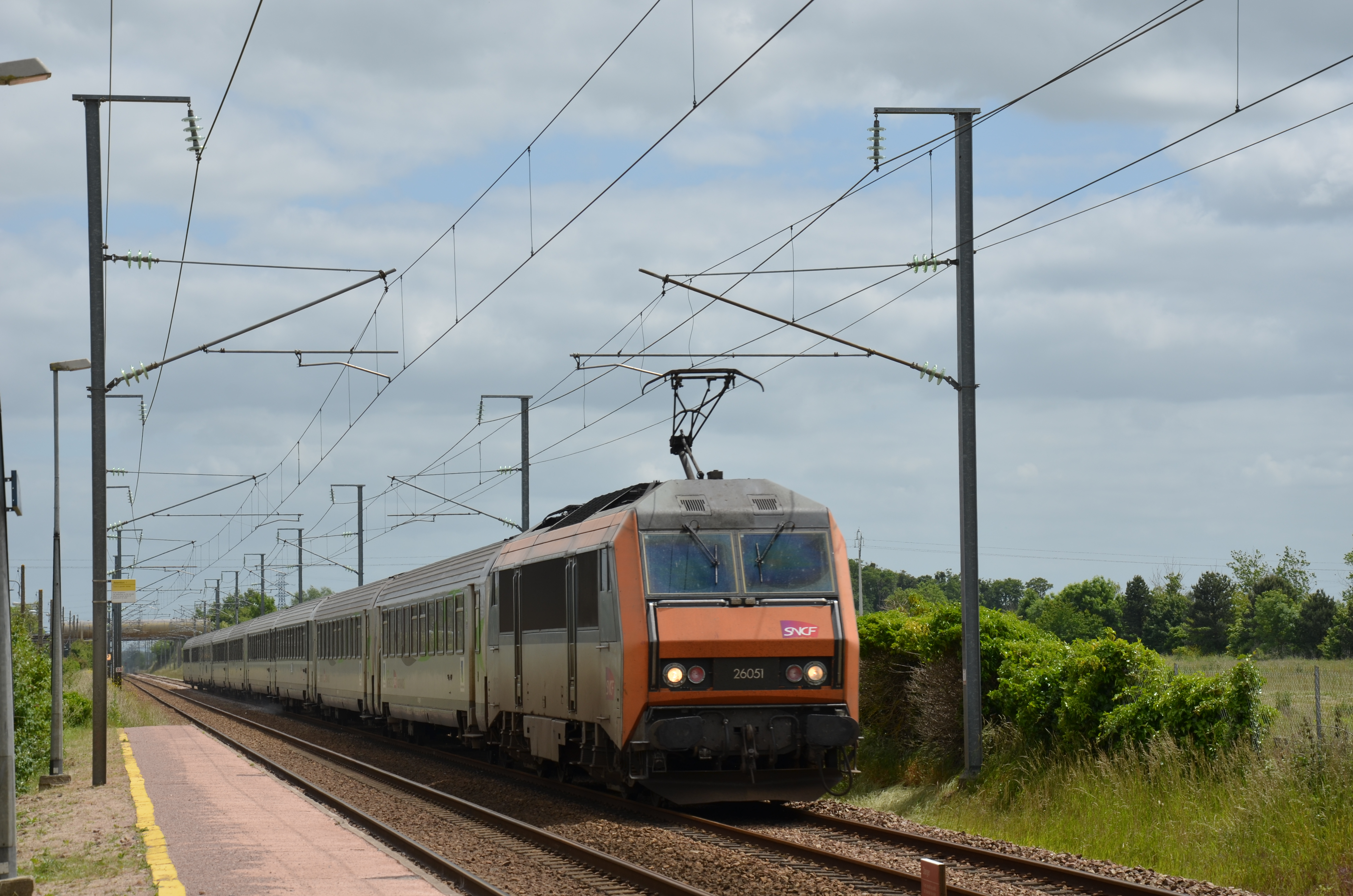
BB 26000 Béton, traversant Frénouville - Cagny (2015).
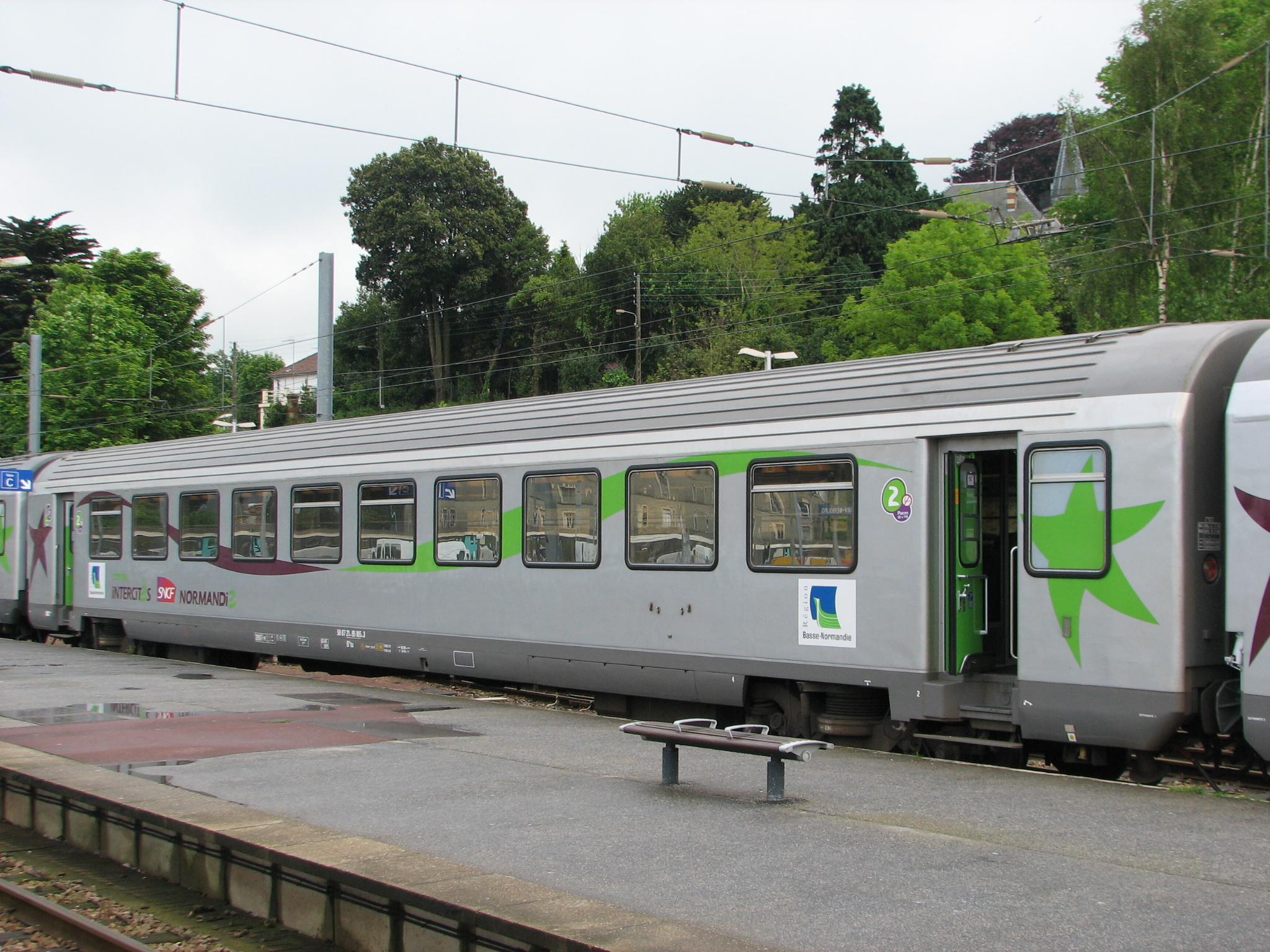
Voiture Corail Basse-Normandie, en gare de Cherbourg (2008).
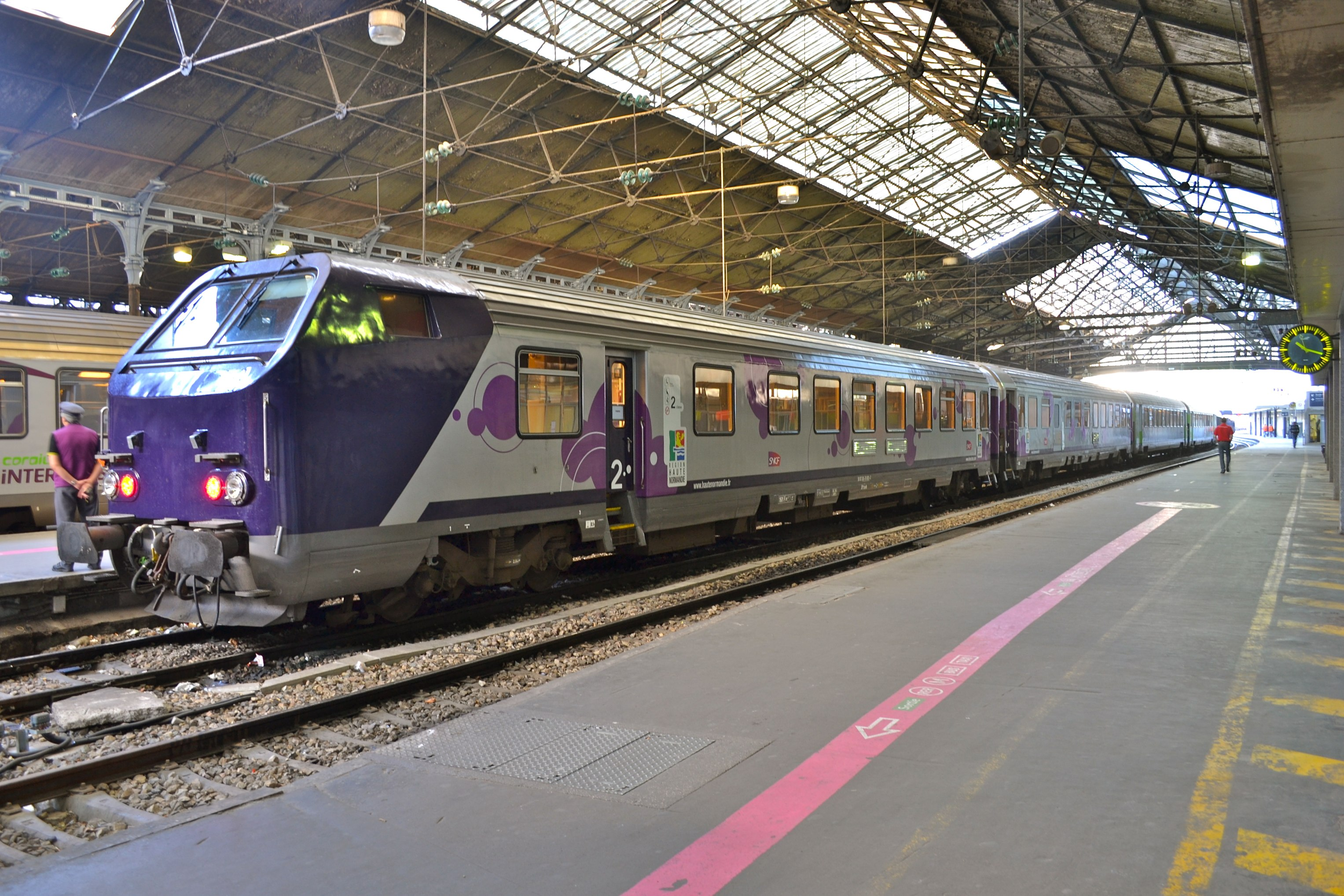
Rame Corail Haute-Normandie, en gare de Paris-Saint-Lazare (2011).
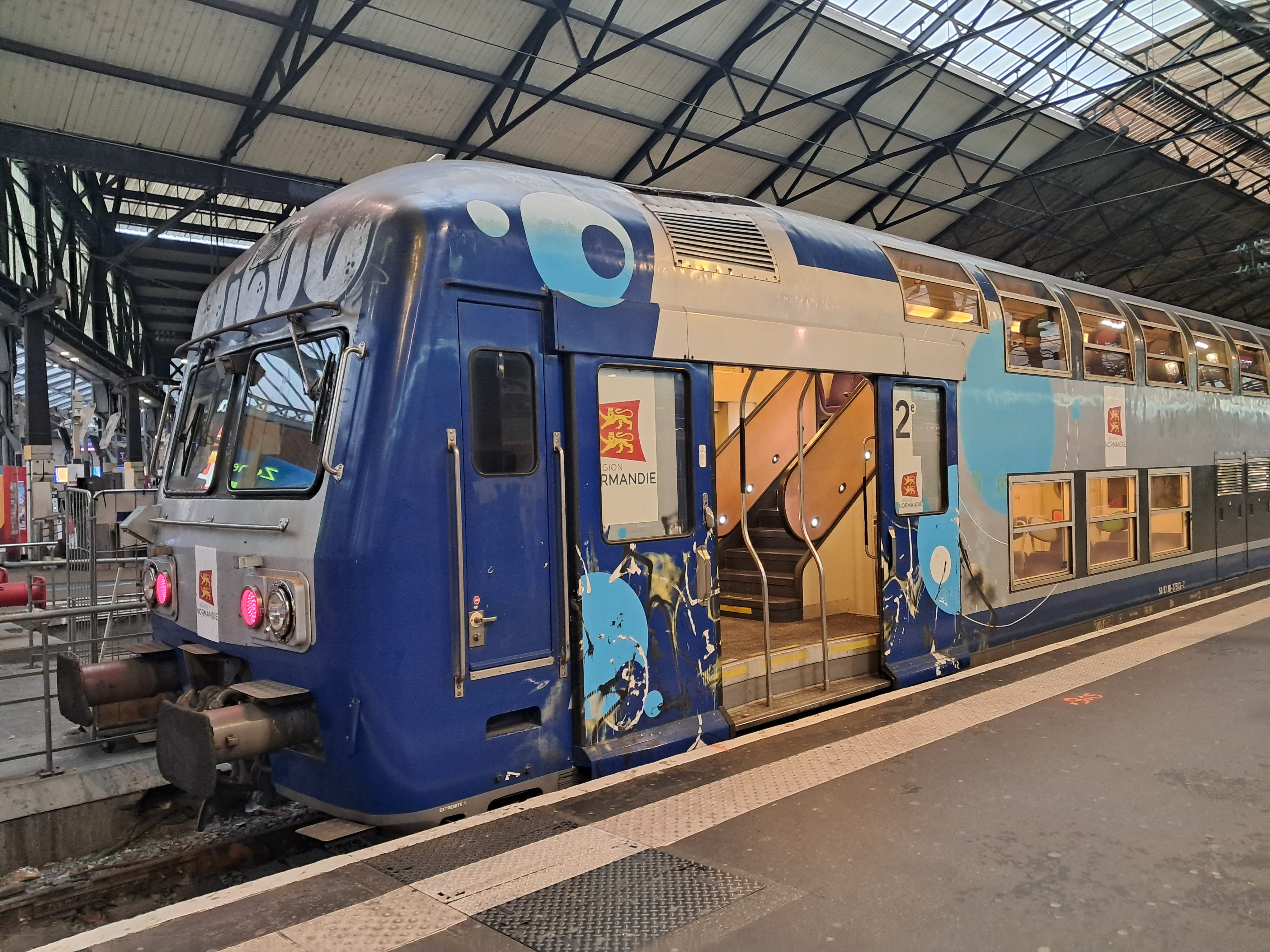
Rame VO 2N Haute-Normandie, en gare de Paris-Saint-Lazare (2024).

En outre, de novembre 2020 jusqu'à mai 2021, trois rames TGV Atlantique ont circulé sur autant d'allers-retours quotidiens de la liaison Paris – Rouen – Le Havre.

## Tarification

Le titre de transport en Normandie.

### Gamme Tempo
La gamme Tempo est la tarification régionale mise en place, au 1er janvier 2018, pour voyager sur le réseau TER Normandie. Depuis 2020, cette gamme tarifaire a été étendue à l'ensemble du nouveau réseau Nomad Train, incluant désormais les trajets vers Paris.
L'ensemble des abonnements et cartes de réduction sont proposés en deux formules, à savoir plus de 26 ans ou alors moins, et se chargent sur la carte Atoumod, support également utilisé sur les réseaux de transports urbains.

#### Abonnements
Les abonnements proposés sur ce réseau sont :
- Tempo Normandie (mensuel ou annuel) ;
- Tempo Paris (mensuel ou annuel) ;
- Tempo Paris combiné (mensuel ou annuel).

#### Cartes de réduction
Le réseau dispose de ses propres cartes de réduction :
- Tempo Normandie ;
- Tempo Paris.

Toutefois, les cartes de réductions nationales (Avantage et Liberté) demeurent valables sur ce réseau.

#### Billet Tempo
La tarification « Billet Tempo » constitue le tarif normal pour les trajets en Normandie et vers Paris. Ce tarif est calculé en fonction de paliers kilométriques :
- en 2de classe : 4 € tous les 25 km pour les trajets de moins de 200 km, puis 2 € tous les 20 km au-delà de cette distance ;
- en 1re classe : 6 € tous les 25 km pour les trajets de moins de 200 km, puis 3 € tous les 20 km au-delà de cette distance.

À l'instar des billets TER, le billet Tempo n'est valable qu'une journée. Cette règle ne s'applique pas aux billets avec réservation, proposés sur les lignes Krono+ et Paris – Granville (réservation facultative), ces derniers n'étant valables que pour le train concerné.

### Offres spéciales
Le réseau propose (ou a proposé) des offres spéciales :
- Pass Normandie Découverte ;
- Pass Jeune TER de France.

### Garantie voyageurs
Depuis 2020, la garantie voyageurs Nomad Train s'est substitué à la garantie TER Normandie, ainsi qu'à la compensation G30 qui s'appliquait aux lignes Intercités.

## Projet de ligne nouvelle Paris - Normandie
La ligne nouvelle Paris - Normandie est un projet de ligne entre Paris-Saint-Lazare et la Normandie, conçue pour une vitesse maximale de 200 à 250 km/h. Elle concerne les axes Paris – Caen – Cherbourg / Trouville - Deauville et Paris – Rouen – Le Havre.
Les objectifs de ce projet consistent à :
- améliorer la qualité et la régularité des liaisons avec Paris (Krono+ et Citi), en séparant les flux franciliens et normands entre Nanterre et Mantes-la-Jolie ;
- dégager de la capacité sur le réseau existant pour la desserte de proximité (Citi et Proxi), en particulier sur le nœud de Rouen, puisqu'une nouvelle gare doit être construite rive gauche ;
- renforcer la compétitivité du rail en creusant l'écart des temps de parcours avec la route ;
- libérer de nouveaux sillons pour le trafic de marchandises.

Le projet se compose de deux sections prioritaires que sont Paris – Mantes-la-Jolie et Rouen – Barentin, avec la construction d'une nouvelle gare à Rouen. Le projet comporte également des sections non prioritaires : Mantes-la-Jolie – Évreux (auparavant jugée prioritaire) et Barentin – Yvetot, ainsi qu'une phase surnommée « Y de l'Eure », reliant Évreux, Bernay et Rouen. Des travaux en arrière-gare de Paris-Saint-Lazare (saut-de-mouton) sont également prévus afin de décroiser les flux banlieue et Normandie.
À terme, les trois sections prioritaires doivent permettre de réduire les temps de trajets, avec un Paris – Rouen en 1 h (contre 1 h 8 min en 2017), un Paris – Le Havre en 1 h 45 min (contre 2 h 4 min en 2017) et un Paris – Caen en 1 h 35 min (contre 1 h 50 min en 2017),.
Une concertation se déroule mi-2024 sur les sections prioritaires, accompagnée d'études préliminaires. L'enquête publique ne devrait débuter qu'en 2026.